# 2015年红场阅兵

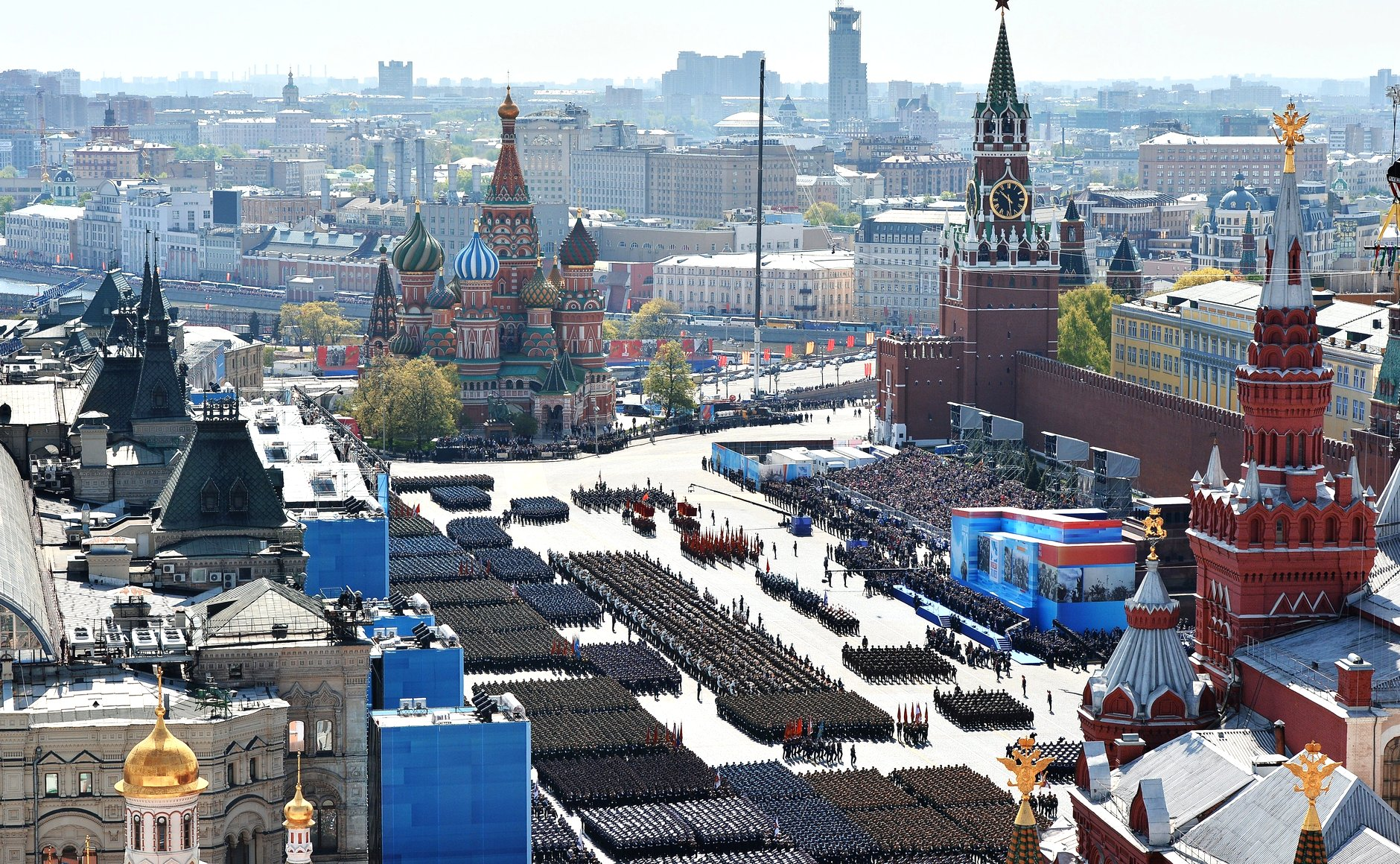
閱兵典禮現場

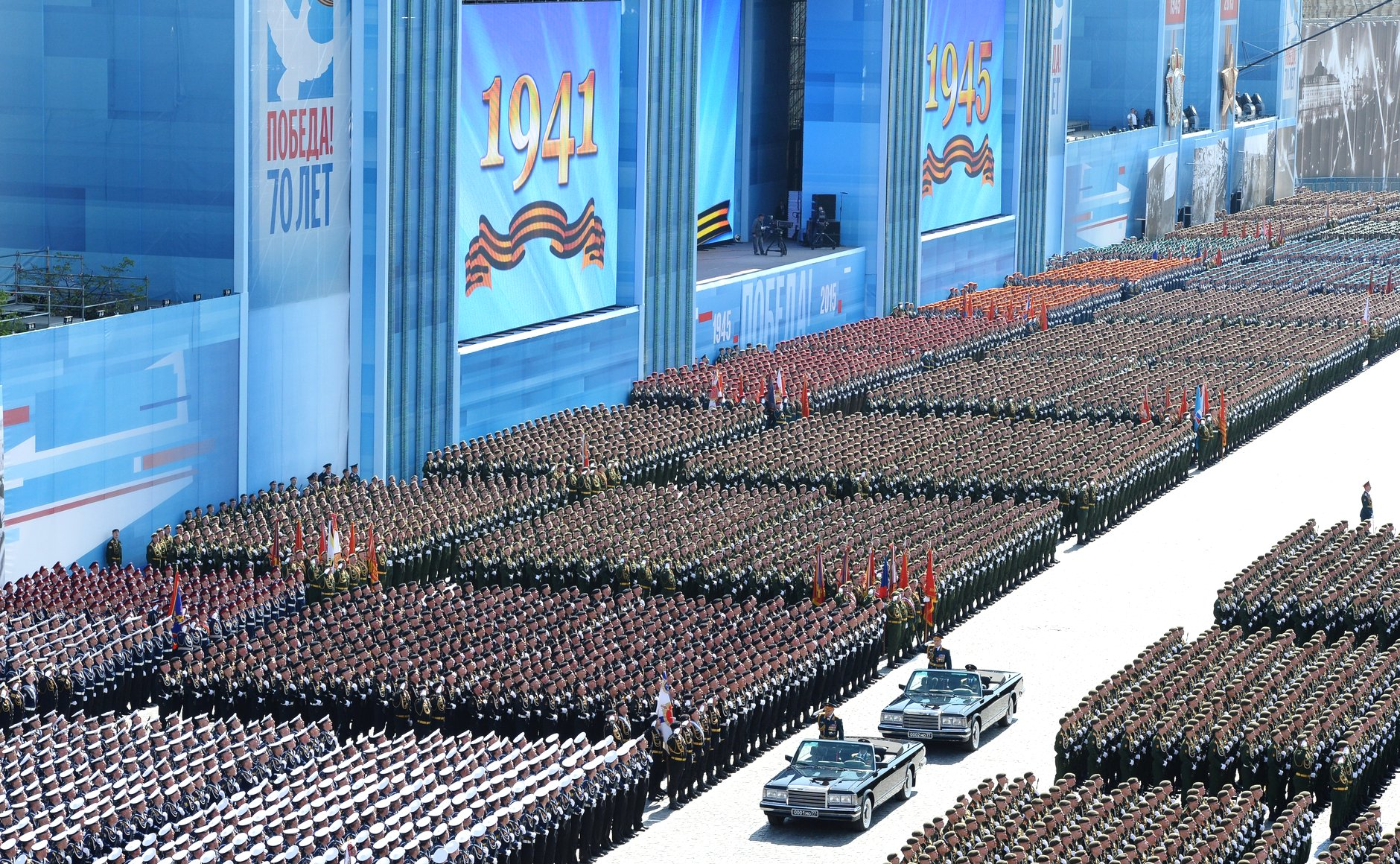
阅兵典禮上的軍隊

2015年5月9日俄罗斯为庆祝卫国战争胜利70周年在莫斯科紅場舉辦了2015年莫斯科勝利日阅兵。俄罗斯国防部长谢尔盖·绍伊古大将检阅部队后，由俄罗斯总统、俄罗斯联邦軍隊最高统帅弗拉基米尔·普京发表其第十二次节日演讲。本次阅兵是俄罗斯及苏联历史上规模最大的阅兵式，参阅部队除俄军外还包括来自十个国家的一千三百人外军方阵；其中中国、印度、蒙古国、塞尔维亚方阵为首次参加胜利日阅兵。。此外，俄罗斯国内外150座城市亦于当日同步举行游行庆祝或阅兵。

## 参会嘉宾
外国领导人（23位）

2015年与2010年红场阅兵观礼外国领导人对比

- 中共中央总书记兼中国国家主席习近平及夫人彭丽媛[3]
- 印度总统普拉纳布·慕克吉[4]
- 南非总统雅各布·祖瑪[5]
- 哈萨克总统努尔苏丹·纳扎尔巴耶夫[6]
- 吉尔吉斯总统阿尔马兹别克·阿坦巴耶夫[7]
- 塔吉克总统埃莫马利·拉赫蒙[8]
- 土库曼总统库尔班古力·别尔德穆哈梅多夫[9]
- 亚美尼亚总统谢尔日·萨尔基相[10]
- 阿塞拜疆总统伊利哈姆·阿利耶夫[11]
- 塞尔维亚总统托米斯拉夫·尼科利奇[12]
- 蒙古总统查希亚·额勒贝格道尔吉[13]
- 朝鲜最高人民会议委员长金永南[14]
- 越南国家主席张晋创及夫人枚氏行[15]
- 古共中央第一书记兼古巴国务委员会主席劳尔·卡斯楚[16]
- 委内瑞拉总统尼古拉斯·馬杜羅[17]
- 埃及总统阿卜杜勒-法塔赫·塞西[18]
- 塞浦路斯总统尼科斯·阿纳斯塔夏季斯 [19]
- 波斯尼亚和黑塞哥维那主席团輪值主席姆拉登·伊万尼奇[20]
- 塞族共和国总统米洛拉德·多迪克[21]
- 马其顿共和国总统：格奥尔基·伊万诺夫[22][23]
- 巴勒斯坦总统马哈茂德·阿巴斯[24]
- 阿布哈兹总统劳尔·朱姆科维奇·哈吉姆巴[25]
- 南奥塞梯总统列昂尼德·哈里托諾維奇·季比洛夫[25]

国际和地区组织负责人（3位）
- 联合国秘书长潘基文[26]
- 联合国教科文组织总干事伊琳娜·博科娃[27]
- 非洲聯盟主席兼辛巴威總統羅伯·穆加貝[28]

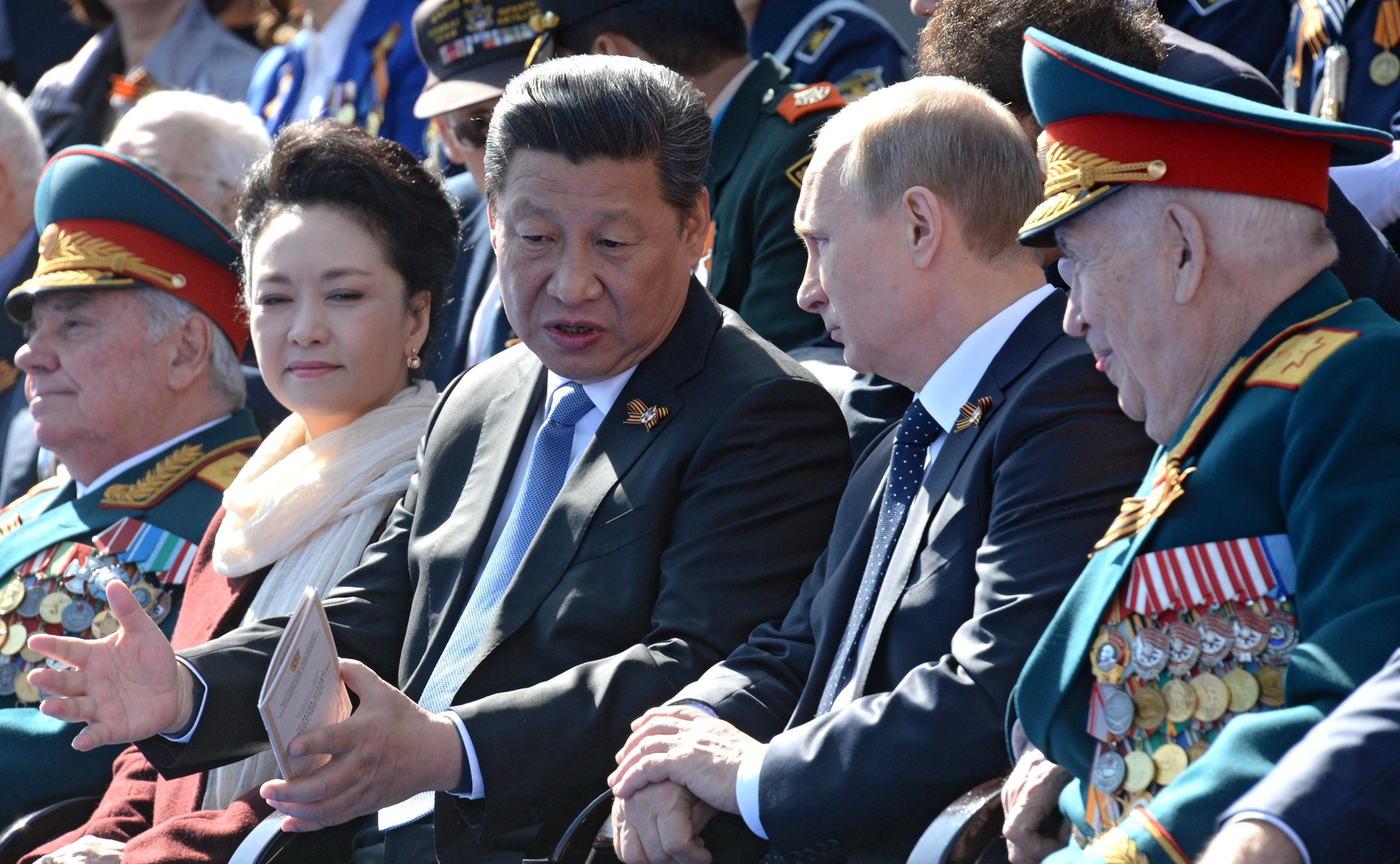
中共中央總書記兼中國國家主席習近平及夫人彭麗媛
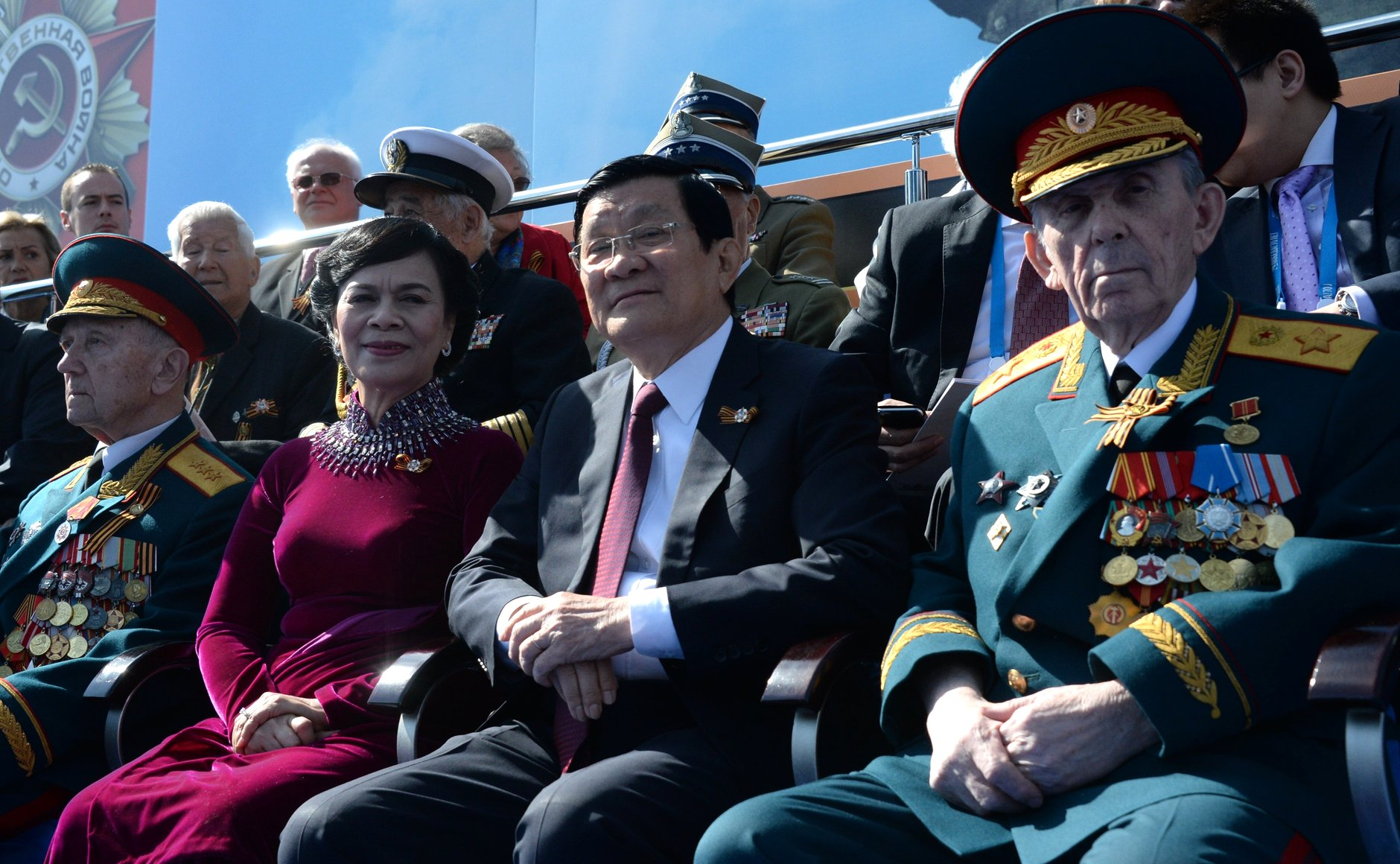
越南国家主席张晋创及夫人枚氏行
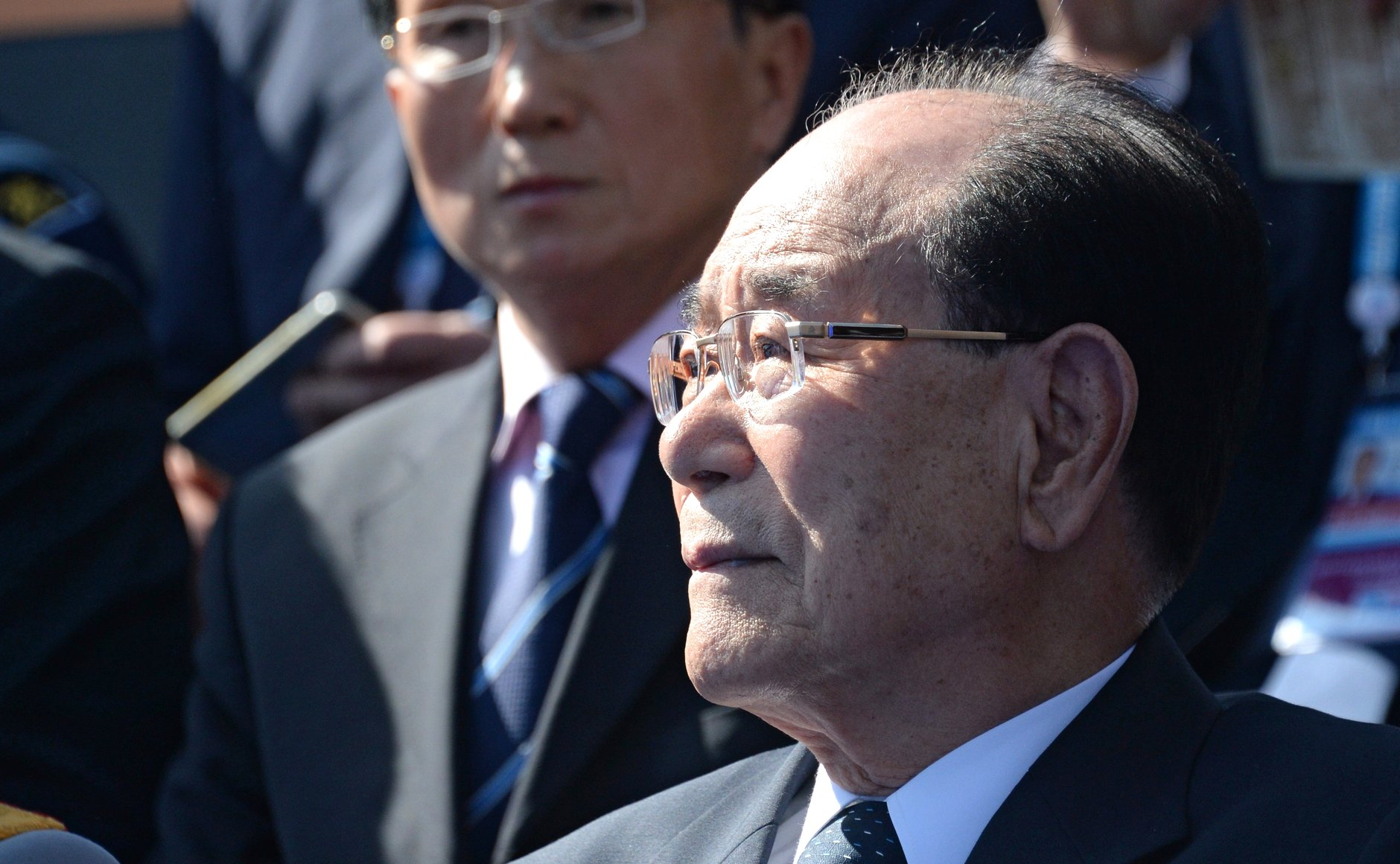
朝鮮最高人民會議委員長金永南

俄罗斯政府總共向68个国家和地区发出了邀请，但出席到场的仅有30个，包括联合国教科文组织和欧洲理事会的领导人。據悉朝鲜最高领导人、朝鲜劳动党第一书记金正恩原本將要出席，后因“内政事务”取消，改由礼仪性的朝鲜国家元首－最高人民会议常任委员会委员长金永南出席。由于2014年克里米亞危機，一些2010年出席观礼的外国领导人并没有出席本届阅兵的观礼，以德国总理梅克尔為首的歐盟會員國領導人婉謝了邀約，日本雖然不是北約國家，但首相安倍晉三也婉拒了出席。

## 前期准备
此次阅兵于2014年11月－12月开始筹备，2015年3月，低空飞行编队开始其个人训练。2015年4月3日进行，举行了阅兵首次彩排，4月29日举行首次夜间彩排，一直持续到5月4日，并于5月6日及7日举行最后一次彩排（总彩排）。而145架低空飞行编队的飞机于5月5日举行了彩排。

## 主要看点
本次阅兵式以“历史”和“现代”作为两大主题，共涉及超过1.5万名士兵、近200件军事装备和约140架直升机及其他飞机，是俄罗斯历年有史以来规模最大的阅兵式。此次阅兵以“新装备、规模大”作为主要看点，在此次阅兵中所展示的武器以现代武器为主，包括T-14“阿玛塔”主战坦克、“联盟SV”新型榴弹炮、RS-24型“亚尔斯”洲际导弹、库尔干人-25履带式装甲车、“迴旋镖”步兵战车等一系列新式装备。
本次阅兵式中，共有来自10个国家的方队参加此次阅兵，这些方队来自印度、蒙古、土库曼斯坦、哈萨克斯坦、亚美尼亚、塞尔维亚、吉尔吉斯斯坦、白俄罗斯、阿塞拜疆和中国，除中国外的9个方队每个方队均为70人。而中国人民解放军三军仪仗队则是首次参加红场阅兵，这也是中国人民解放军三军仪仗队第五次在海外亮相。中国仪仗队参加受阅官兵共102名，在所有10个外国方阵中居首。但中国仪仗队出场顺序由按字母順序應為第九位特別改为最后一位，一位军方人士称，中国仪仗队排在最后一位，其后就是东道国俄罗斯方队，展示了中俄关系紧密相连。另外，此次阅兵还首次出现女兵方阵，她们来自于俄罗斯军校。
除莫斯科红场外，俄罗斯国内外150座城市亦同步举行游行庆祝或阅兵。
值得一提的是，曾經參與2010年紅場閱兵的西方國家，今年拒絕應俄國之邀約派軍隊參與此次閱兵。當年與蘇聯結為同盟的美國、英國、法國對此次閱兵態度冷淡，美國總統奧巴馬沒有出席，英國首相甘民樂和法國總統奧朗德也沒有出席，英法兩國只派出外長出席，以抗議俄國在2014年吞併克里米亚及在烏克蘭危機中的取態，為烏克蘭前總统亞努科維奇提供政治上的支持。俄羅斯被指向烏克蘭東部的親俄武裝份子秘密提供武器。

## 阅兵流程

### 检阅
莫斯科时间5月9日上午10时钟声响起后，胜利旗、俄罗斯国旗在《神圣的战争》的伴奏下通过红场，全体参阅官兵昂首致意。两旗就位后，阅兵首长、俄罗斯国防部长谢尔盖·绍伊古大将乘坐的检阅车从克里姆林宫开出，阅兵指挥官、陆军总司令奥列格·萨留科夫上将乘坐检阅车上前迎接、报告。后两人乘坐检阅车开进红场，开始检阅。途中检阅车共停下5次，阅兵首长、国防部长谢尔盖·绍伊古大将向参阅官兵致意“同志们好”、“祝同志们伟大的卫国战争胜利70周年纪念日快乐！”，官兵则回应“国防部长同志好！”、“乌拉！”（三声，乌拉在俄语中即“万岁”之意）。

### 总统演讲
检阅完毕后，阅兵首长、俄罗斯国防部长谢尔盖·绍伊古大将乘坐检阅车返回主席台，后向俄罗斯联邦总统、全軍最高统帅弗拉基米尔·普京汇报。随后，普京发表纪念卫国战争暨反法西斯战争胜利70周年演讲。

### 分列式
在普京演讲完毕后，全场为二战先烈默哀致意1分钟，默哀结束后，军乐团演奏俄罗斯国歌并鸣礼炮，随后标兵出列、军乐响起，阅兵分列式开始。

## 受阅方阵有关信息
- 阅兵首长：俄罗斯联邦国防部部长谢尔盖·绍伊古大将
- 阅兵指挥官：俄罗斯联邦陆军总司令奥列格·萨留科夫（俄语：Салюков, Олег Леонидович）上将[43]

### 军乐团
1. 俄罗斯联邦武装力量联合军乐团，由军乐总监瓦列里·哈利洛夫指挥
2. 莫斯科军乐学校鼓乐团[43]

### 徒步方阵
1. 莫斯科军事音乐学校（俄语：Московское военно-музыкальное училище）鼓乐队
2. 独立第154“普列奥布拉仁斯基”警卫团旗卫队（该团“普列奥布拉仁斯基”的称号继承自沙俄时期彼得大帝的第一禁卫团，按惯例持俄罗斯联邦国旗、胜利旗和俄罗斯联邦武装力量旗出场）
3. 卫国战争方面军纪念军旗护旗队（持1945年胜利大阅兵时出场的各方面军军旗）
4. 独立154警卫团仪仗队
5. 历史方阵（身着卫国战争期间苏联军队服装，共有6个分队，依次为步兵连、空军连、海军连、工兵连、侦察连、民兵连、哥萨克连）
6. 库班河哥萨克营（首次出现）
7. 总统警卫营（来自克里姆林警卫团）
8. 外军阅兵方阵（分为前苏联加盟共和国及其他国家两部分，除中国外，分别按西里尔字母顺序出场）
  1.  陆军
  2.  亞美尼亞陆军
  3.  白俄羅斯特种部队
  4.  陆军
  5.  总统警卫团
  6.  国防部军事学院
  7.  印度陆军掷弹兵（首次出现）
  8.  蒙古国武装部队（首次出现）
  9.  塞爾維亞武装力量仪仗队（首次出现）
  10.  中国人民解放军陆海空三军仪仗队（首次出现，在外军方阵中压轴，倒数第一个）
9. 莫斯科苏沃洛夫少年军校（俄语：Московское суворовское военное училище）
10. 特维尔苏沃洛夫少年军校（俄语：Тверское суворовское военное училище）
11. 国立莫斯科女子寄宿学校（第9寄宿军校）（Московский пансион государственных воспитанниц Кадетская школа интернат 9）（首次出现）
12. 纳希莫夫海军少年军校（俄语：Нахимовское военно-морское училище (Санкт-Петербург)）
13. 喀琅施塔得海军候补军官学校学员队
14. 阿克桑斯基哥萨克候补军官学校学员队
15. 俄罗斯联邦武装力量综合军事学院
16. 俄罗斯联邦国防部军事大学（俄语：Военный университет Министерства обороны Российской Федерации）
17. 赫鲁廖夫大将后勤与运输军事学院（俄语：Военная академия материально-технического обеспечения имени А. В. Хрулёва）
18. 茹科夫斯基-加加林空军学院（俄语：Военно-воздушная академия имени профессора Н. Е. Жуковского и Ю. А. Гагарина (Воронеж)）
19. 波罗的海乌沙科夫海军上将高等海军学院（俄语：Балтийский военно-морской институт）
20. 太平洋“斯捷潘·马卡罗夫海军上将”高等海军学院（俄语：Тихоокеанский военно-морской институт）（首次出现）
21. 黑海帕维尔·纳希莫夫海军上将高等海军学院（重返红场）
22. 波罗的海舰队近卫独立第336“比亚韦斯托克”海军步兵旅
23. 彼得大帝战略火箭军学院（俄语：Военная академия РВСН имени Петра Великого）
24. 亚历山大·莫扎伊斯基军事航天学院（俄语：Военно-космическая академия имени А. Ф. Можайского）
25. 雅罗斯拉夫尔高等防空火箭训练学校（俄语：Ярославский филиал Военно-космической академии имени А. Ф. Можайского）（重返红场）
26. 马尔戈罗夫大将梁赞高等空降指挥学校（俄语：Рязанское высшее воздушно-десантное командное училище）
27. 第98近卫空降师（第331、217近卫空降团）
28. 独立第34与第38铁道兵旅
29. 铁木辛哥元帅防辐射防生化军事学院（俄语：Военная академия РХБЗ и инженерных войск）（重返红场）
30. 第一核生化岸防旅（首次出现）
31. 俄联邦内务部捷尔任斯基师摩托化内务部队（俄语：ОДОН）
32. 俄联邦紧急情况部民防学院（俄语：Академия гражданской защиты МЧС России）
33. 俄联邦安全局边防学院（俄语：Московский пограничный институт ФСБ России）
34. 塔曼第2“米哈伊尔·加里宁”近卫摩托化步兵师
35. 俄联邦军事技术大学（俄语：Военно-технический университет）
36. 莫斯科高等军事指挥学校（俄语：Московское высшее военное командное училище）

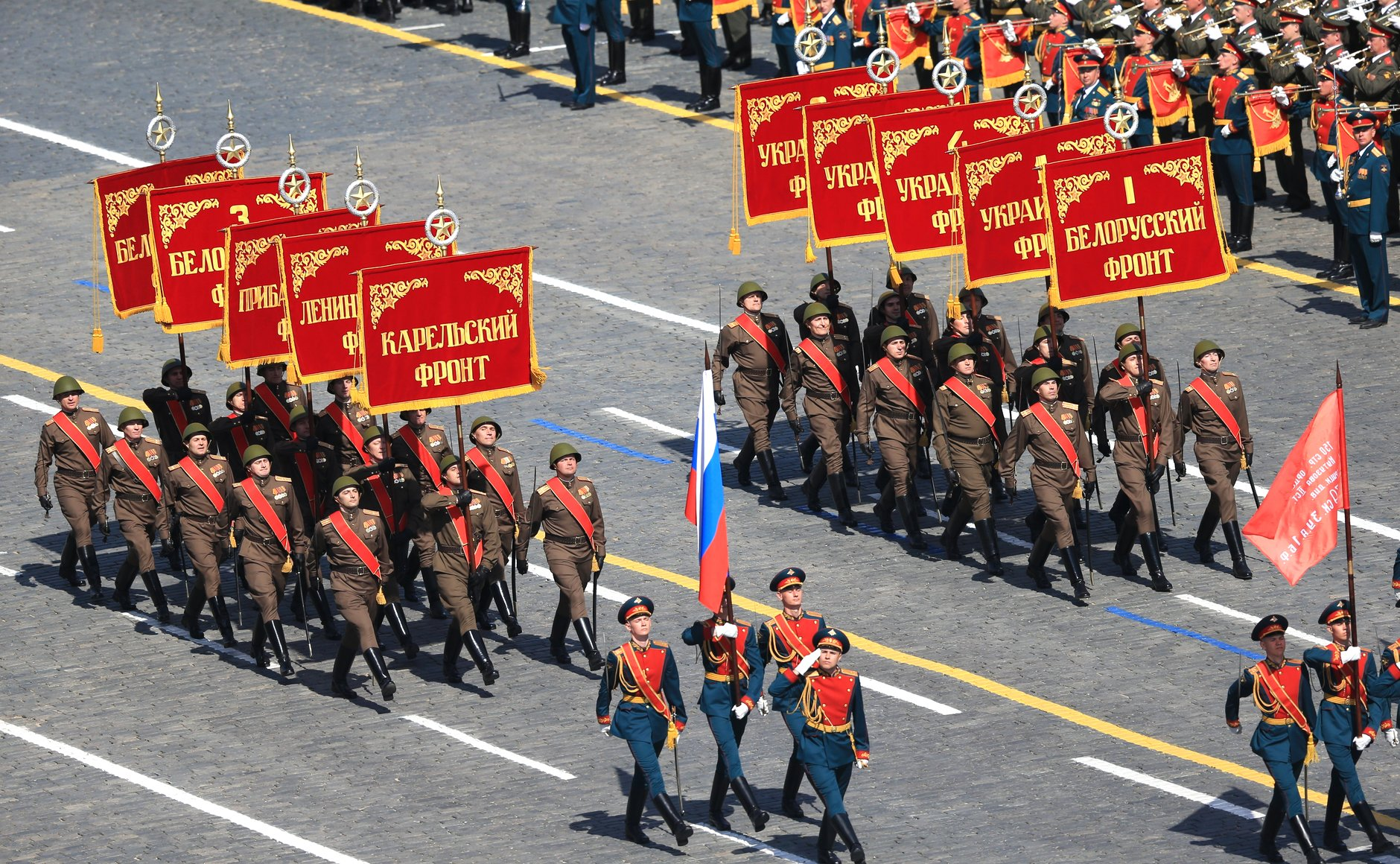
士兵持卫国战争结束时10个方面军的旗帜入场
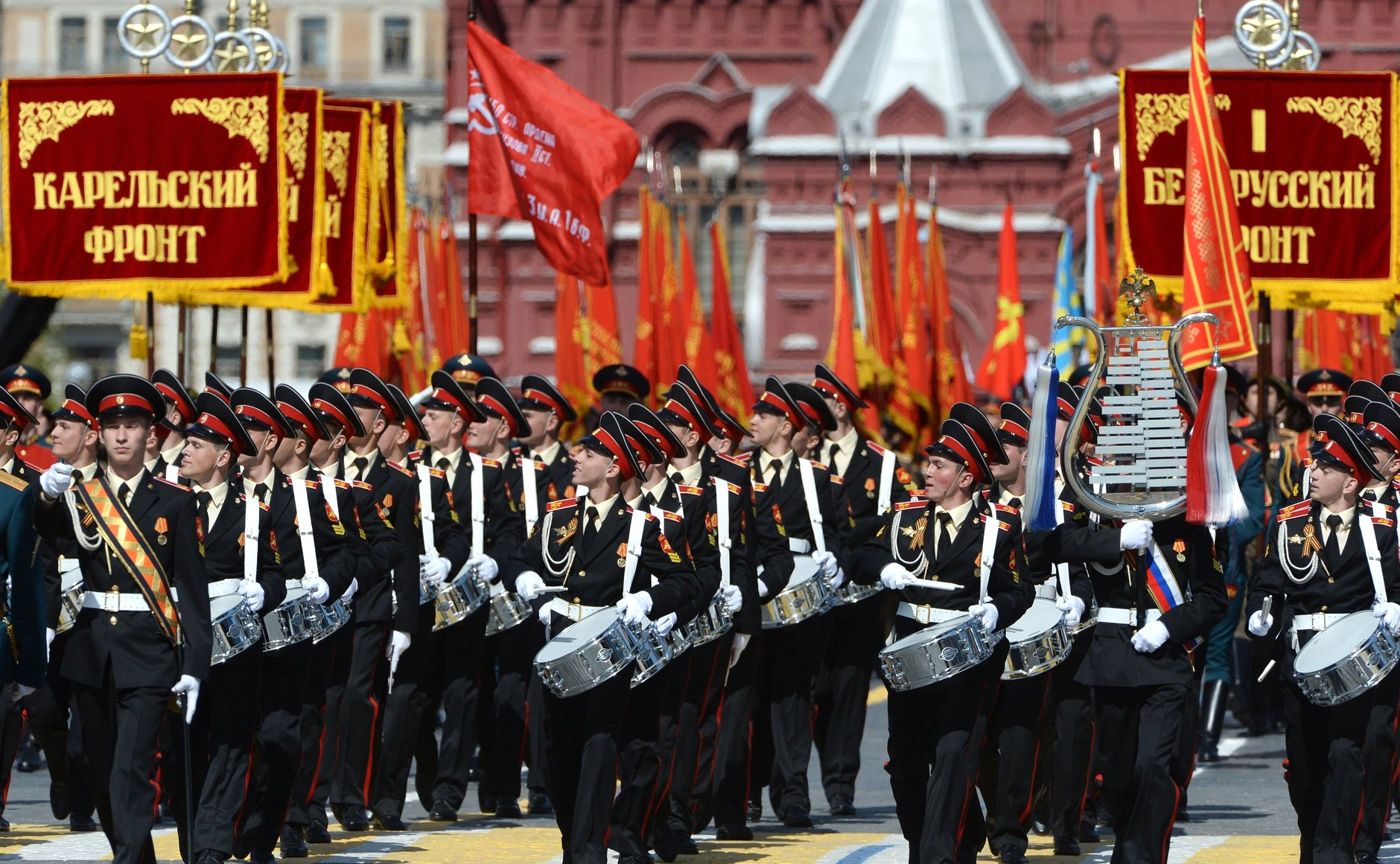
莫斯科军事音乐学校鼓乐队受阅
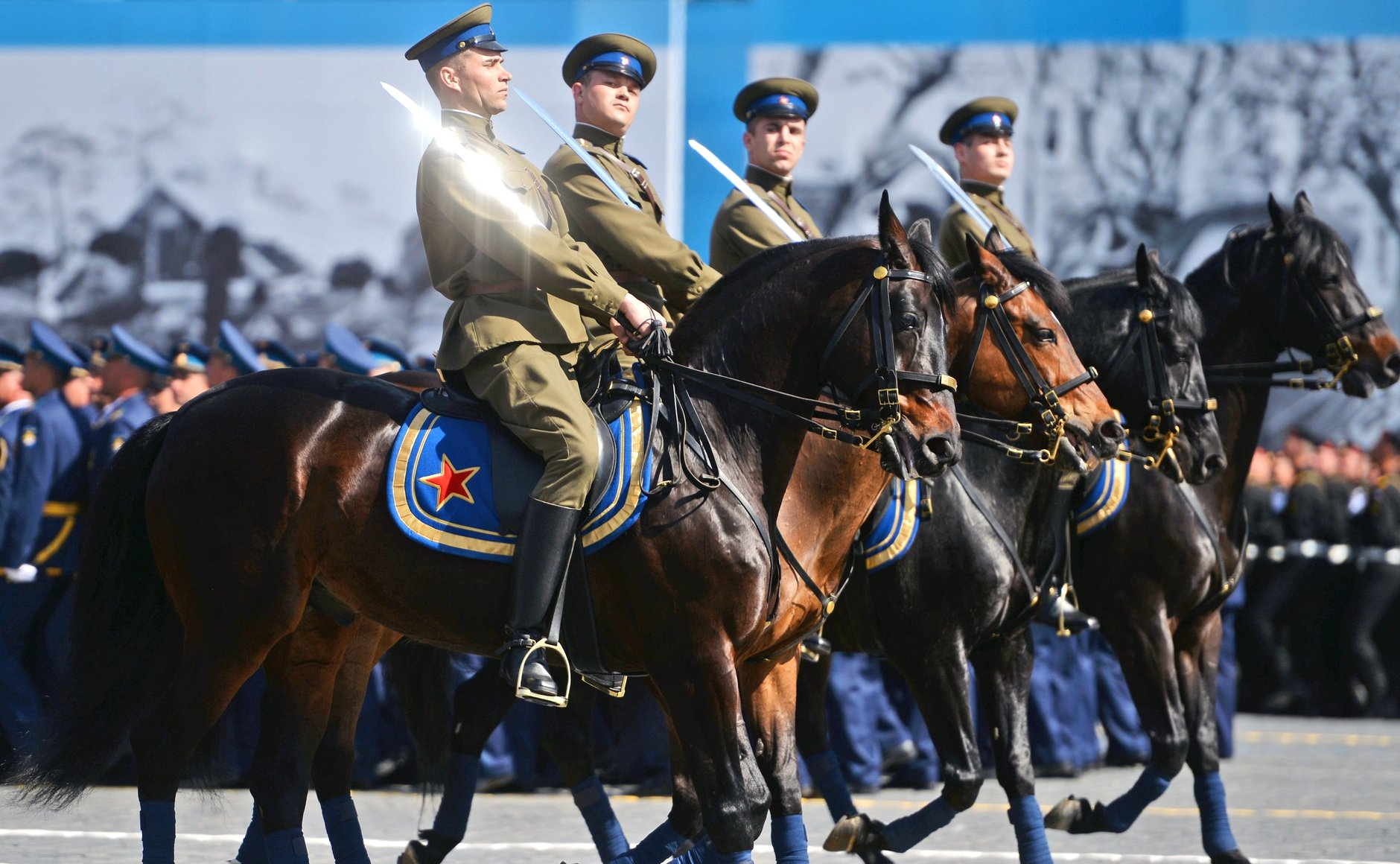
穿着前苏联军服的士兵们受阅
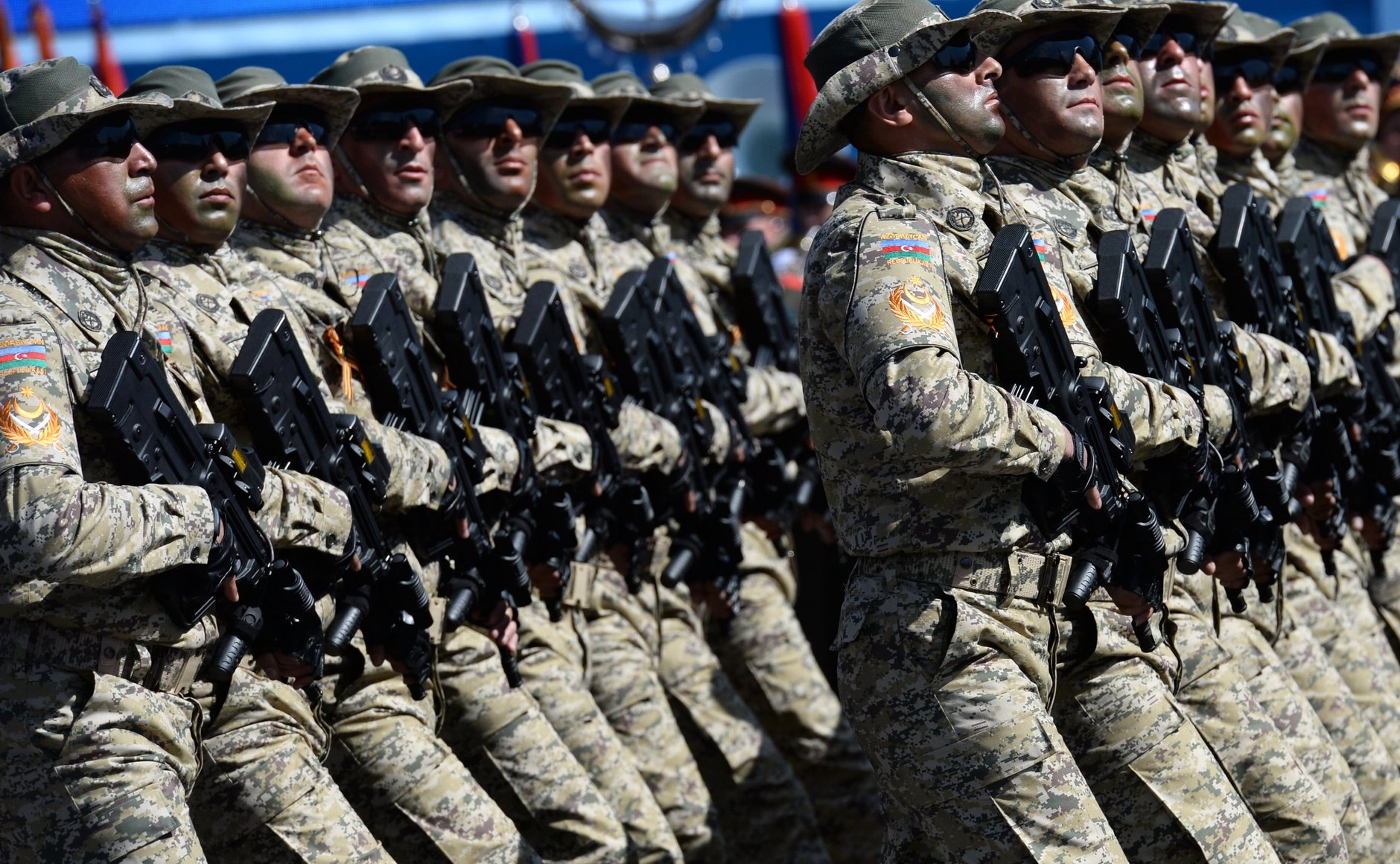
阿塞拜疆军队受阅
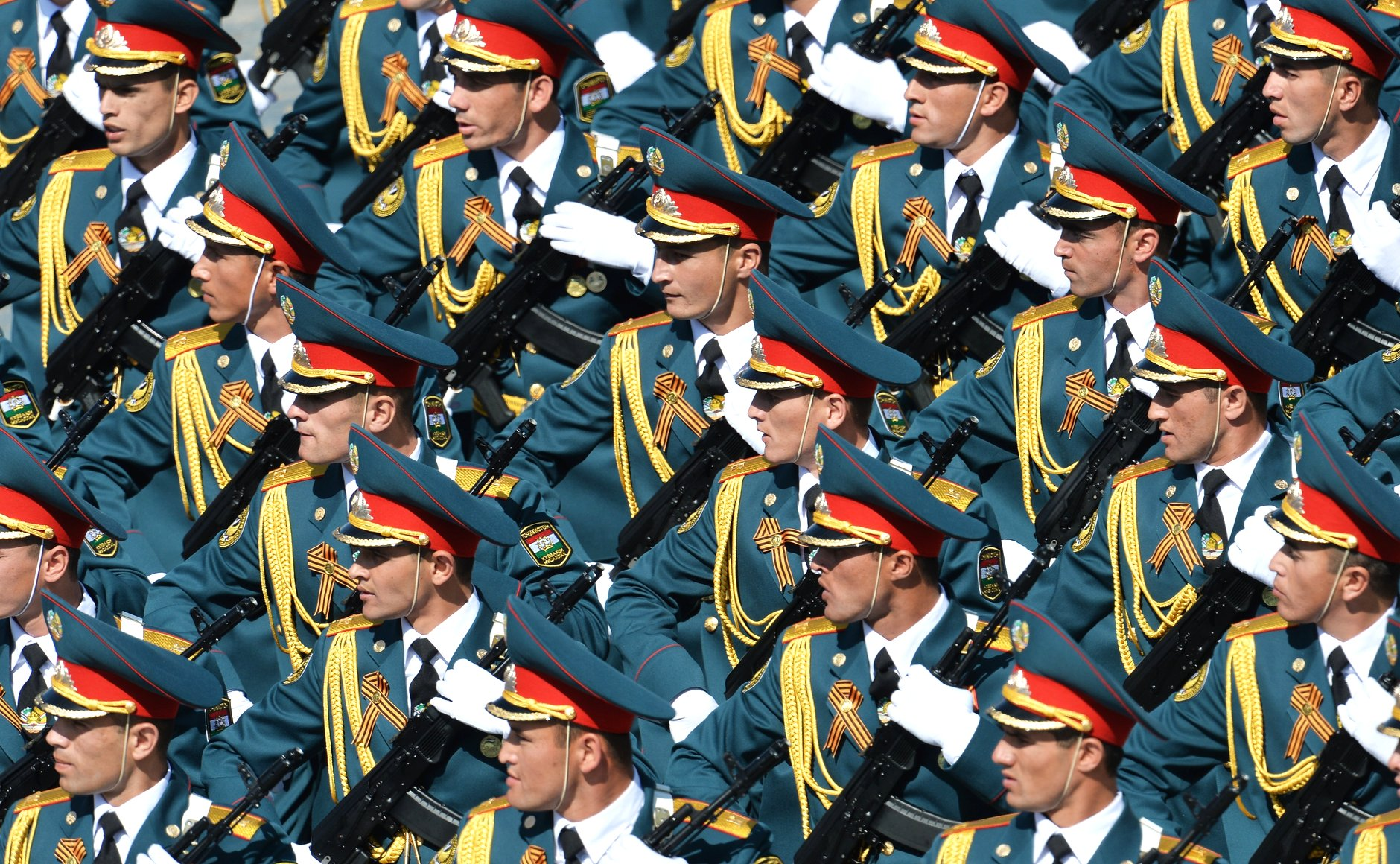
塔吉克斯坦军队受阅
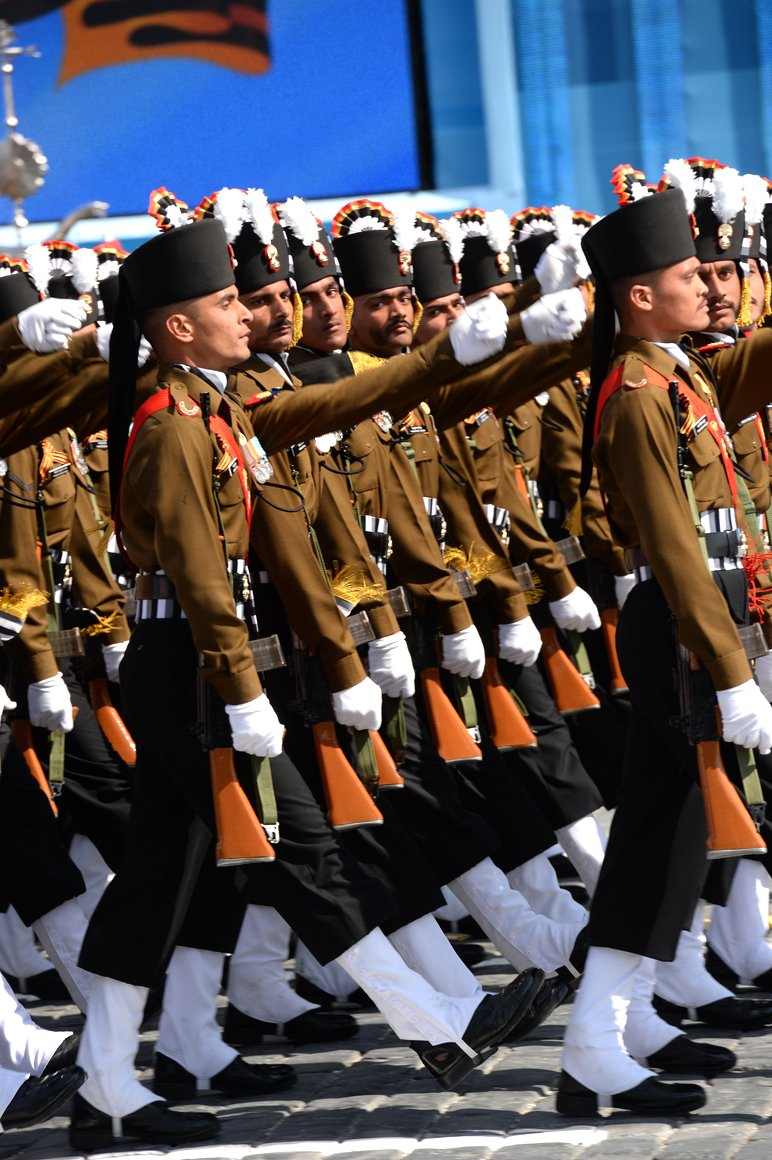
印度军队受阅
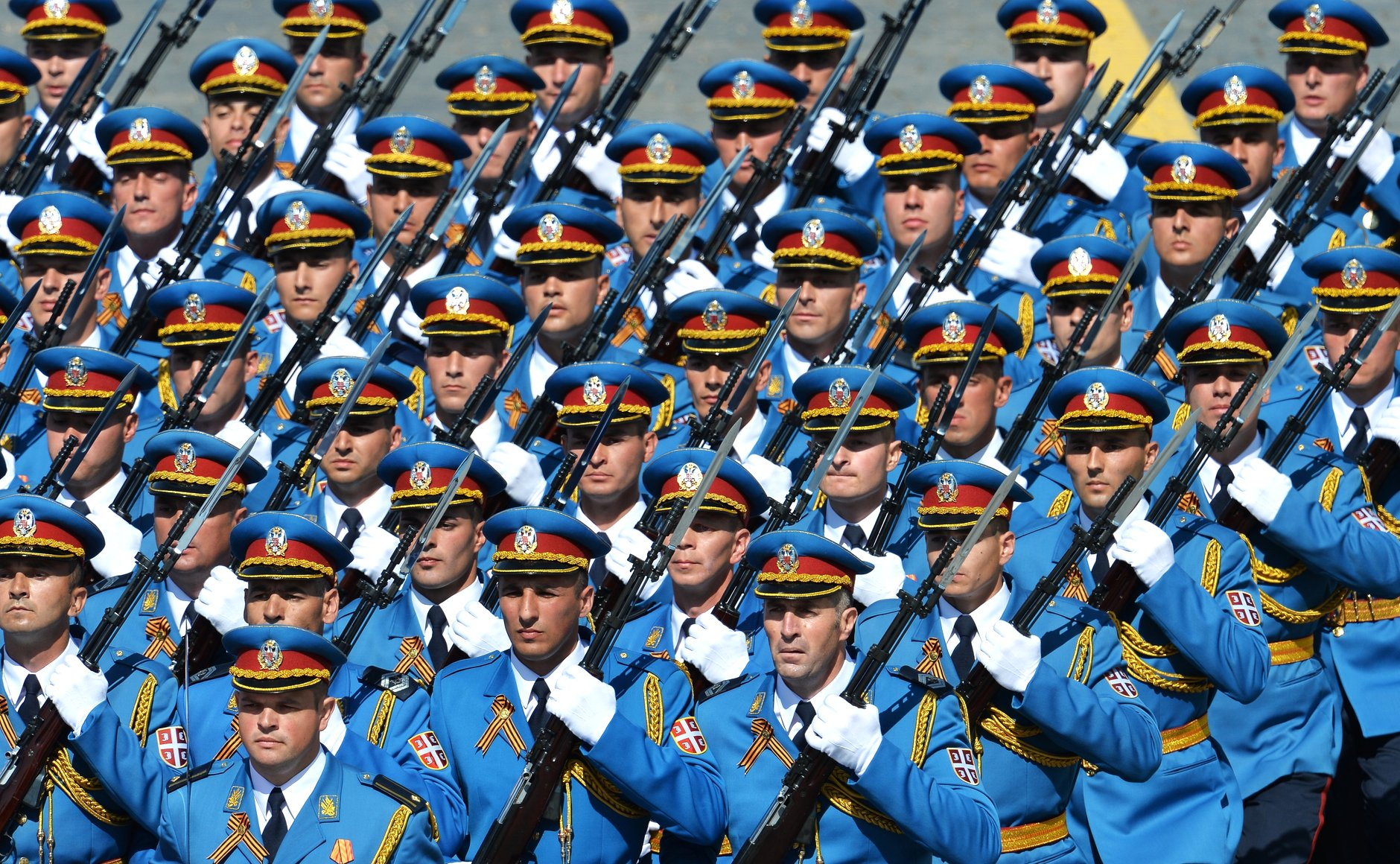
塞尔维亚军队受阅
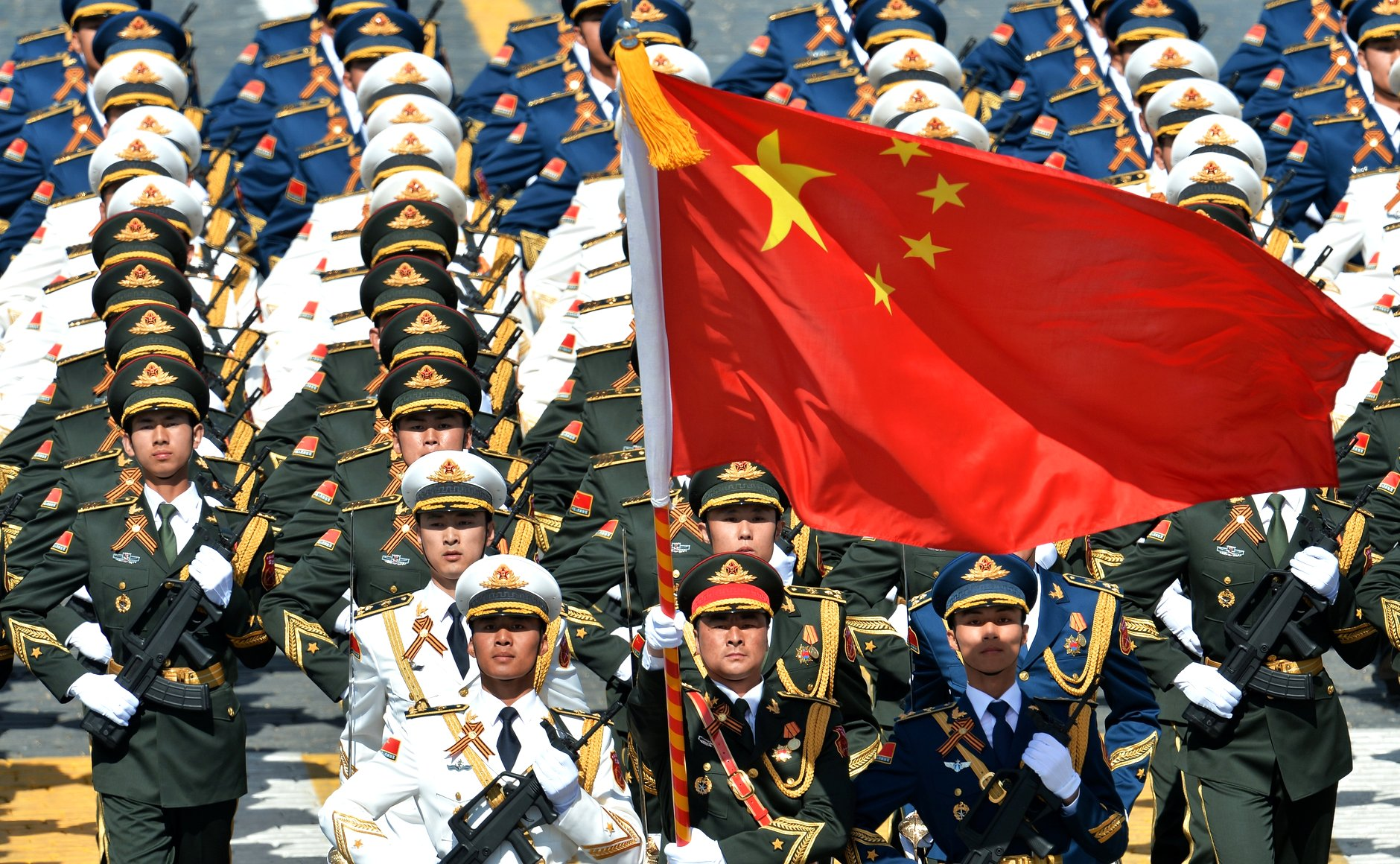
中国人民解放军三军仪仗队受阅
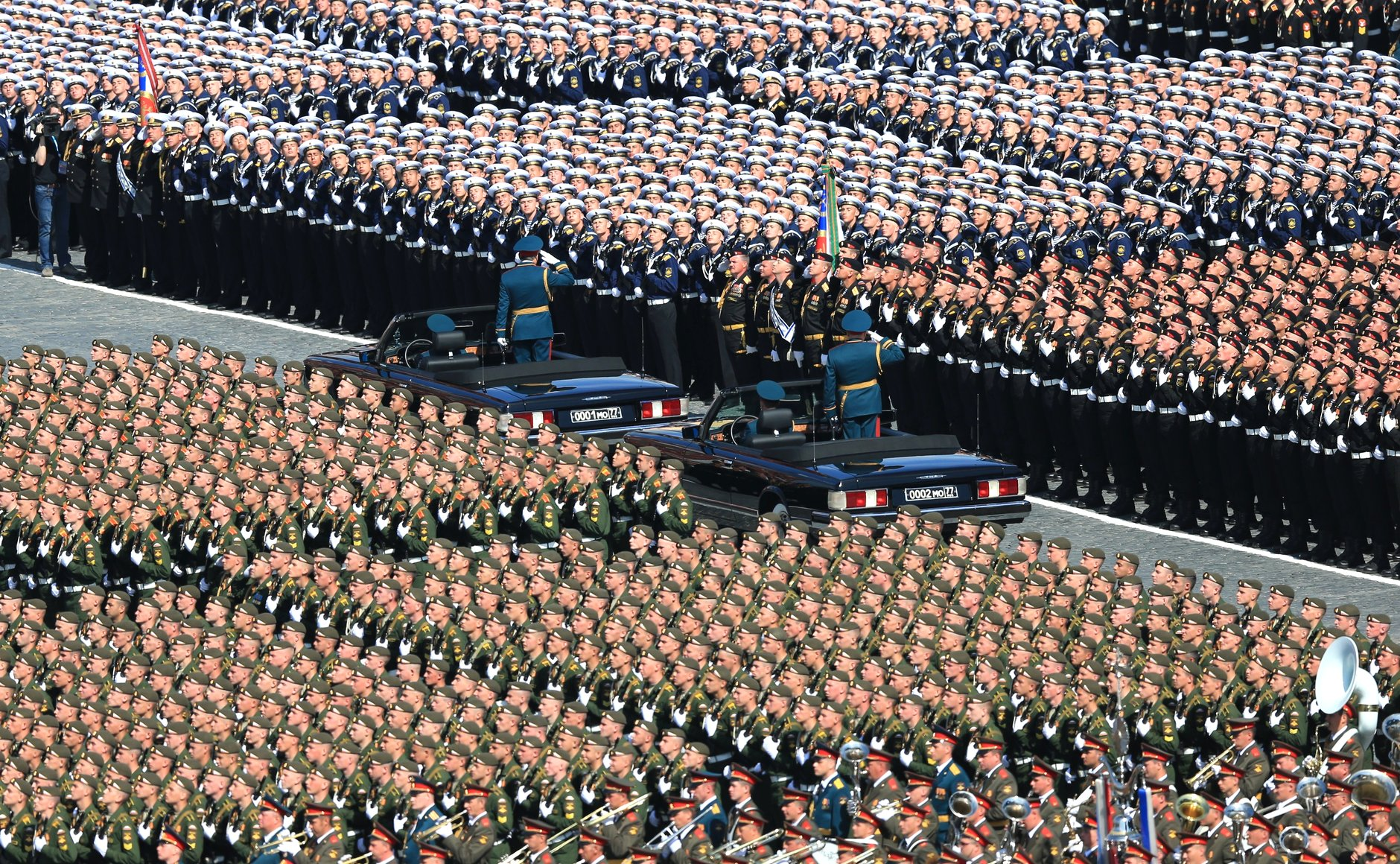
俄罗斯三军方阵

### 地面装备方阵
1. T-34/85中型坦克7辆
2. SU-100自行反坦克炮7门
3. GAZ猛虎車10辆
4. “短号-D”反坦克导弹系统（英语：Kornet-D）7辆（首次出现）
5. 9M133短號反坦克导弹
6. 乌拉尔“台风U”防护装甲车（俄语：Урал-63095）1辆（首次出现）
7. 卡玛斯“台风K”防护装甲车（俄语：КАМАЗ-63968 «Тайфун»）1辆
8. BMD-4M伞兵战车10辆
9. BTR-MD（俄语：Ракушка (бронетранспортёр)）空降装甲输送车(APC)10辆
10. “库尔干人-25”步兵战车10辆（首次出现）
11. T-15重型步兵战车10辆（首次出现）
12. T-90A主战坦克10辆
13. T-14主战坦克10辆（首次出现）
14. 2S19“姆斯塔河”自行加榴炮8辆（BTR-82A装甲输送车引导）
15. 2S35“联盟SV”自行加榴炮8门（BTR-82A装甲输送车引导，首次出现）
16. 9P157“菊花S”反坦克导弹发射车
17. 9K720伊斯坎德爾飛彈8辆（BTR-82A装甲输送车引导）
18. 道尔M2防空导弹8辆（BTR-82A装甲输送车引导）
19. 山毛榉M2防空导弹8辆（BTR-82A装甲输送车引导）
20. 铠甲-S1弹炮合一防空系统8辆（BTR-82A装甲输送车引导）
21. S-400防空导弹8辆（BTR-82A装甲输送车引导）
22. RS-24洲际弹道导弹（首次出现）
23. MZKT-79221越野卡车3辆（首次以“亚尔斯”导弹运输、起竖、发射(TEL)车的形式出现）
24. “回旋镖”8X8轮式装甲车3辆（首次出现）[43]

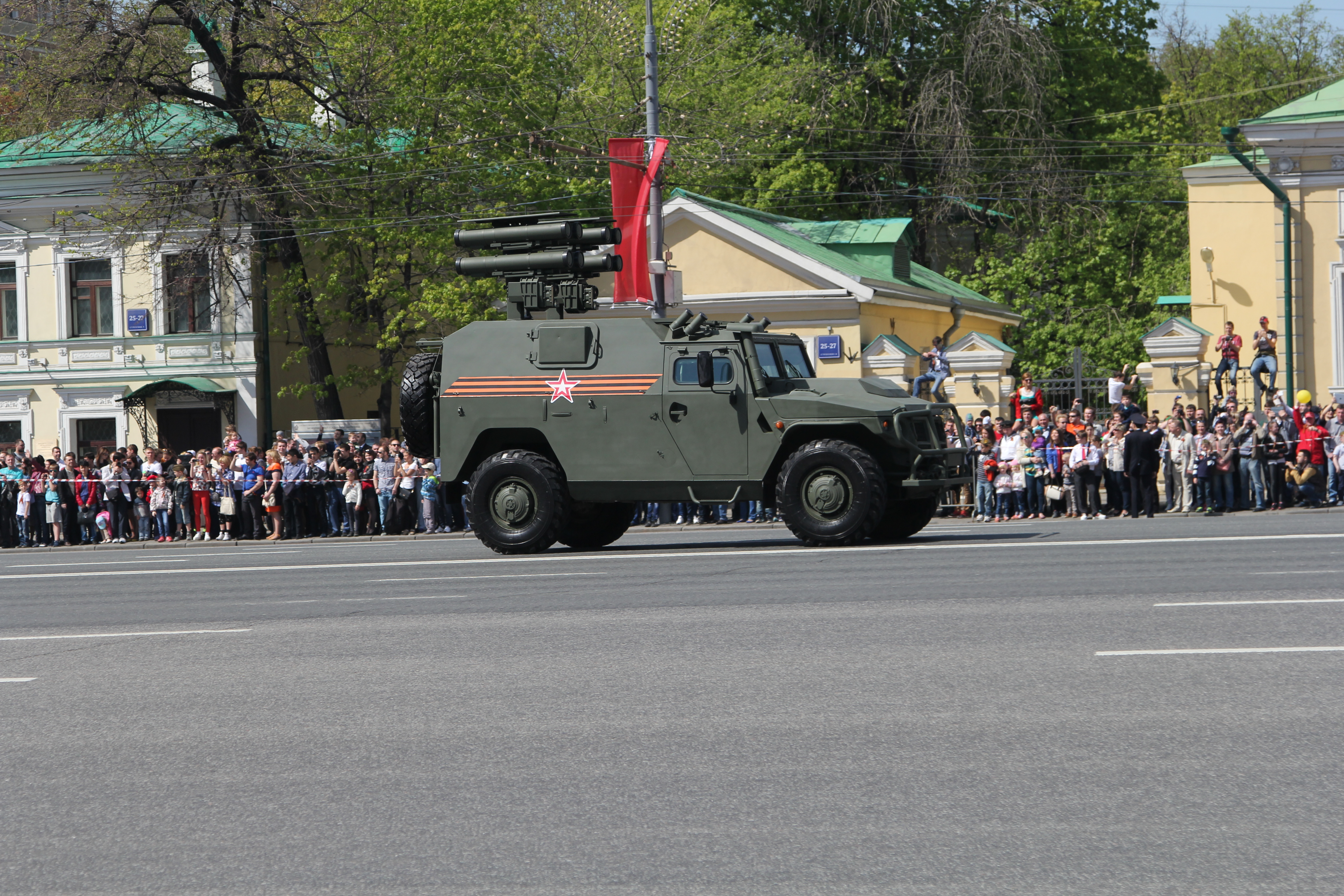
9M133短号反坦克导弹
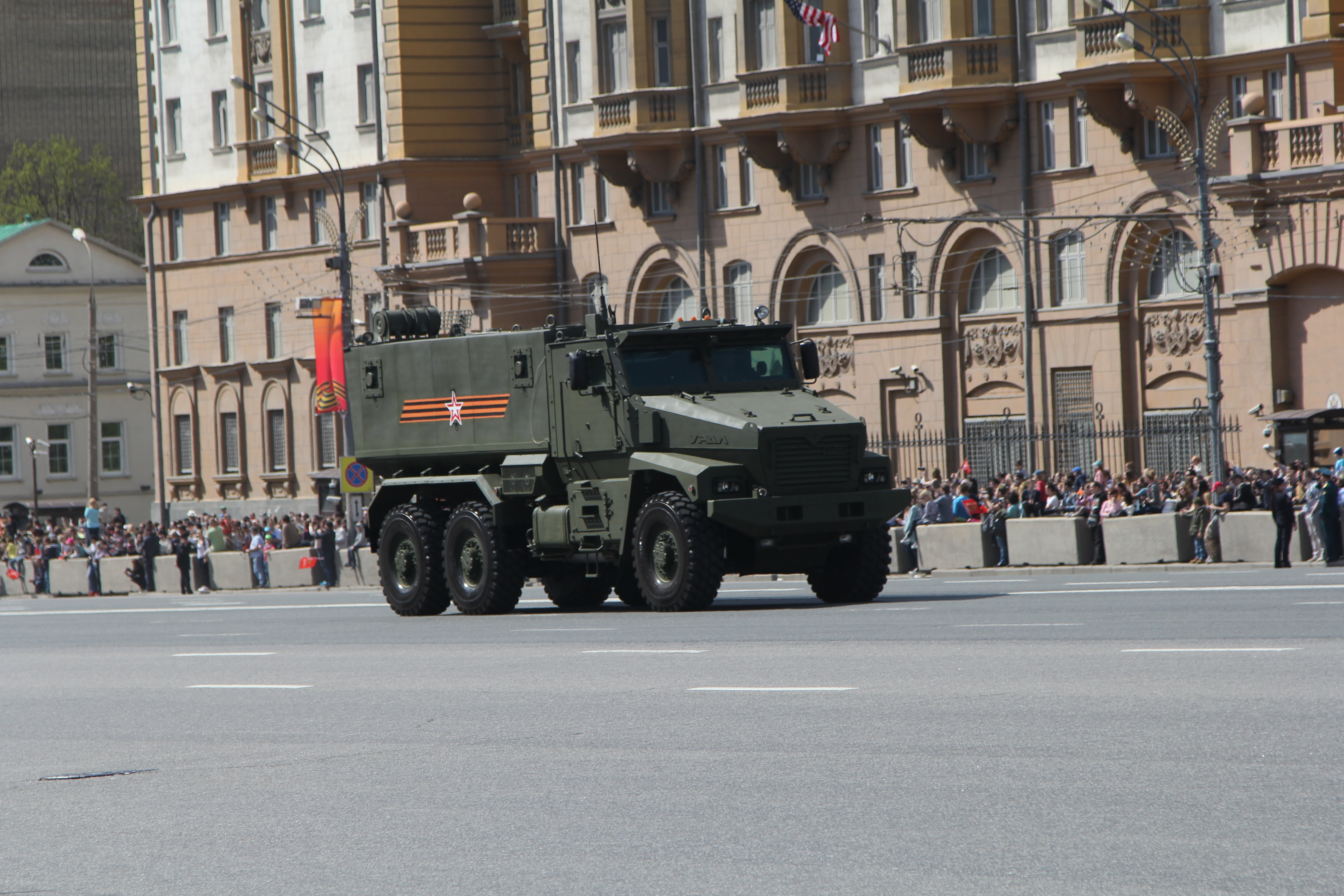
乌拉尔“台风U”防护装甲车
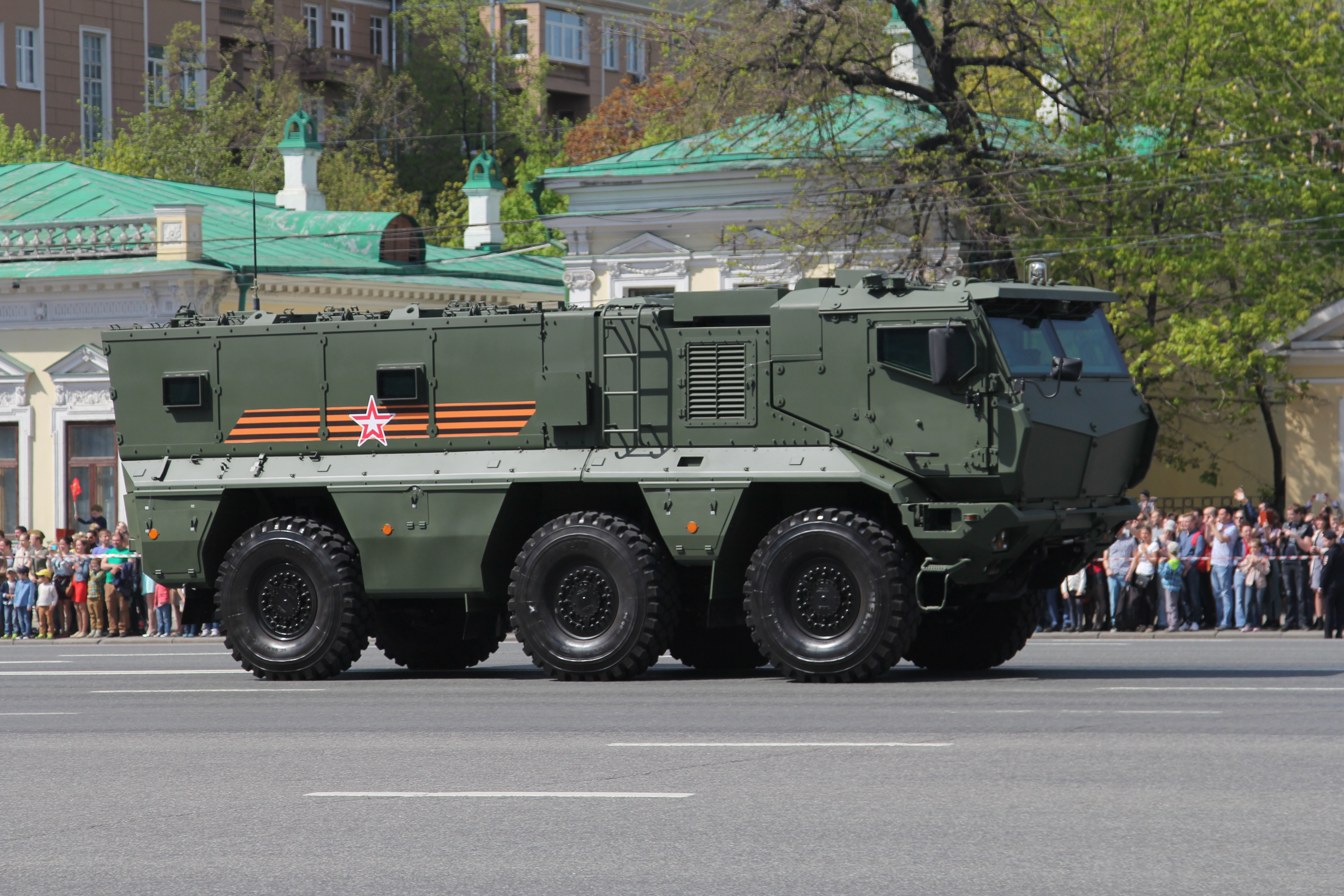
卡玛斯“台风K”防护装甲车
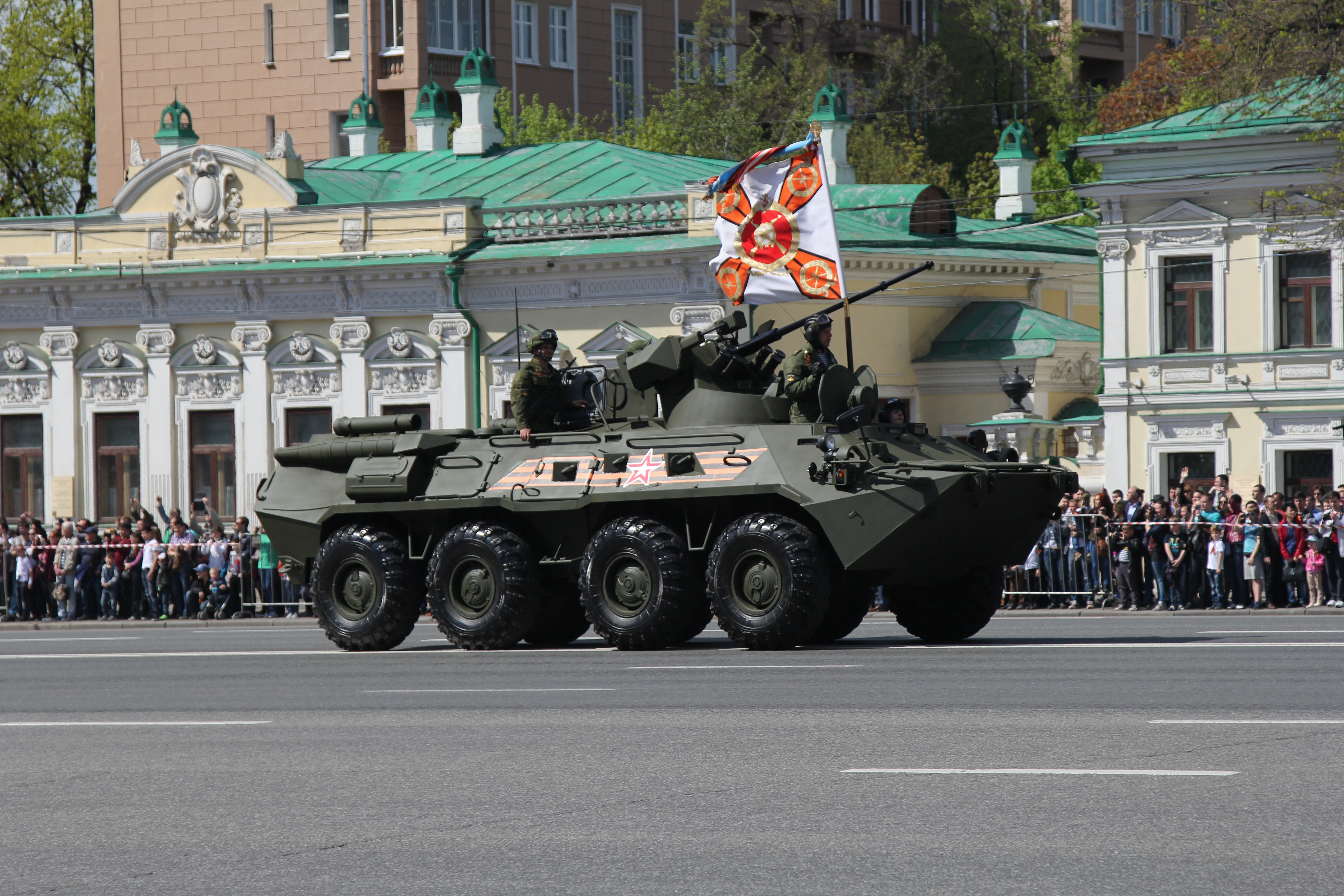
BTR-82A型8X8轮式装甲车
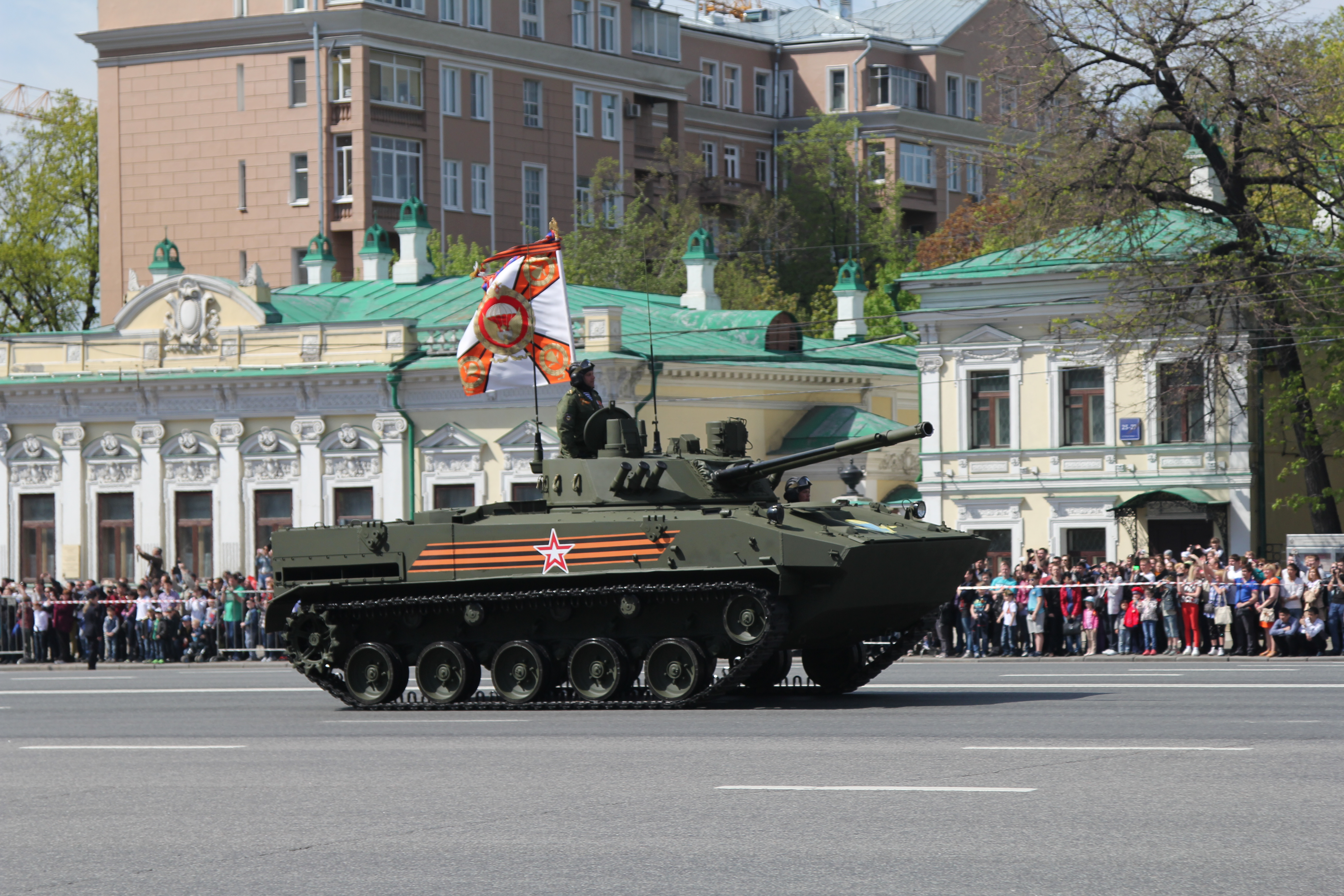
BMD-4M伞兵战车
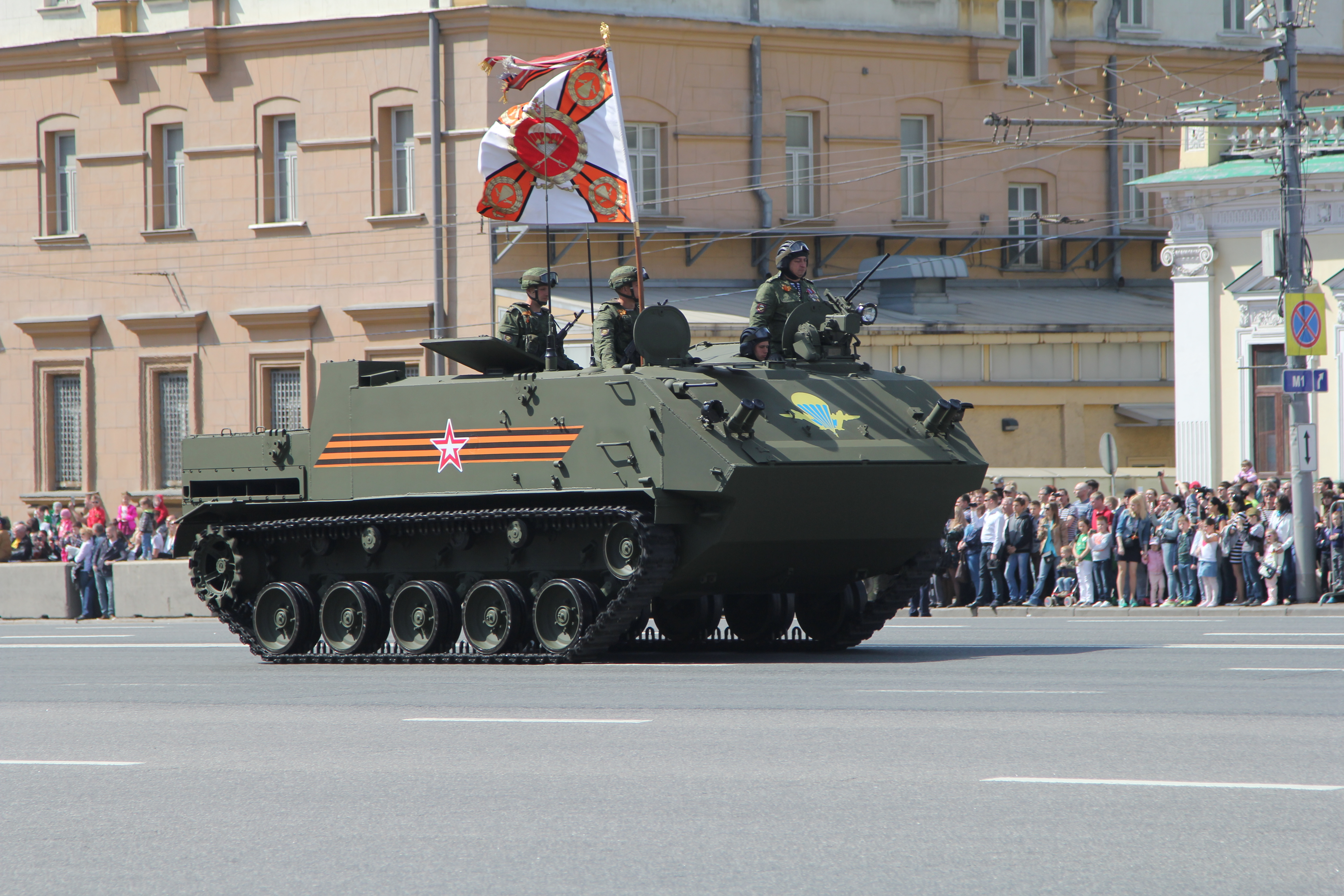
BTR-MD装甲车
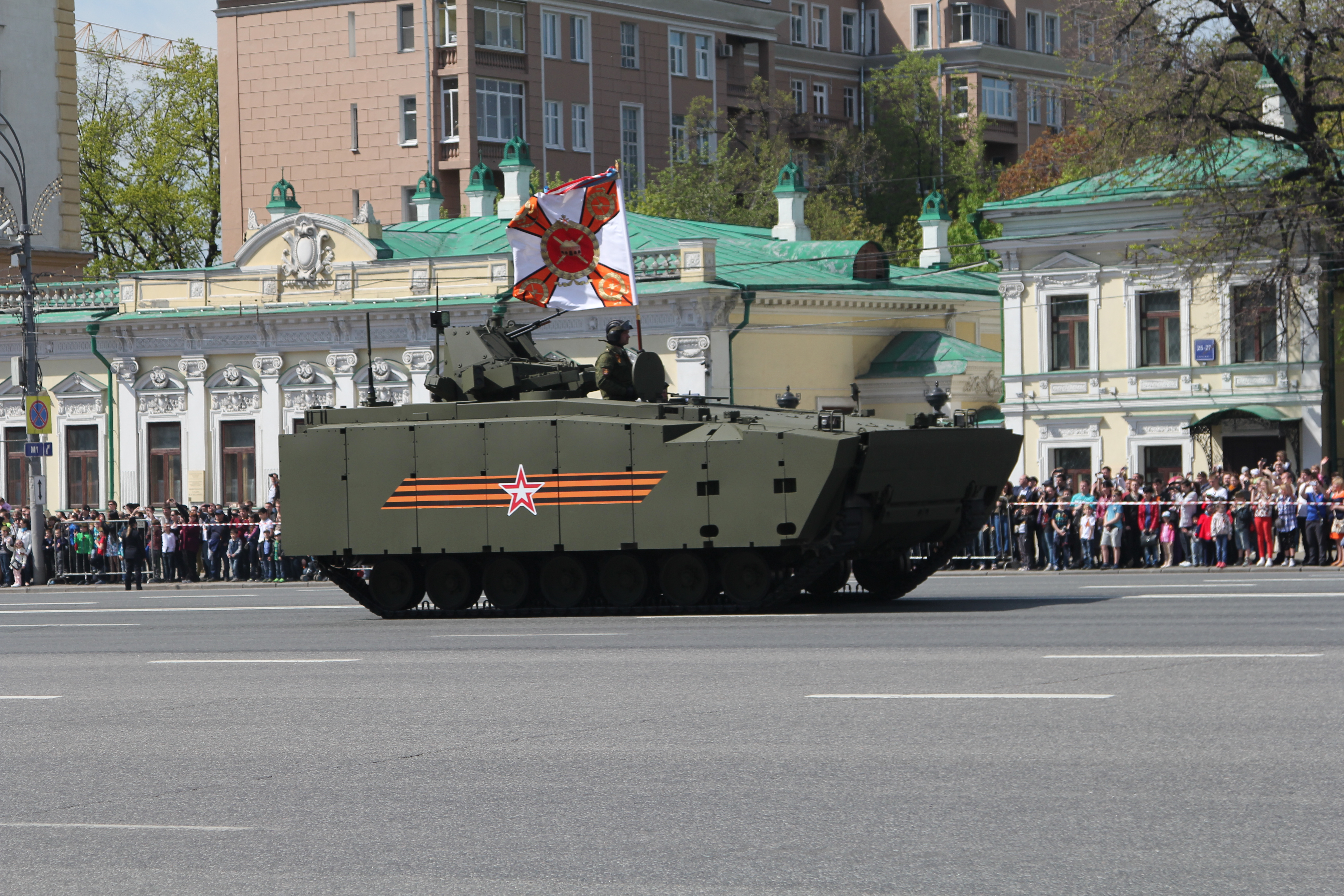
“库尔干人-25”步兵战车
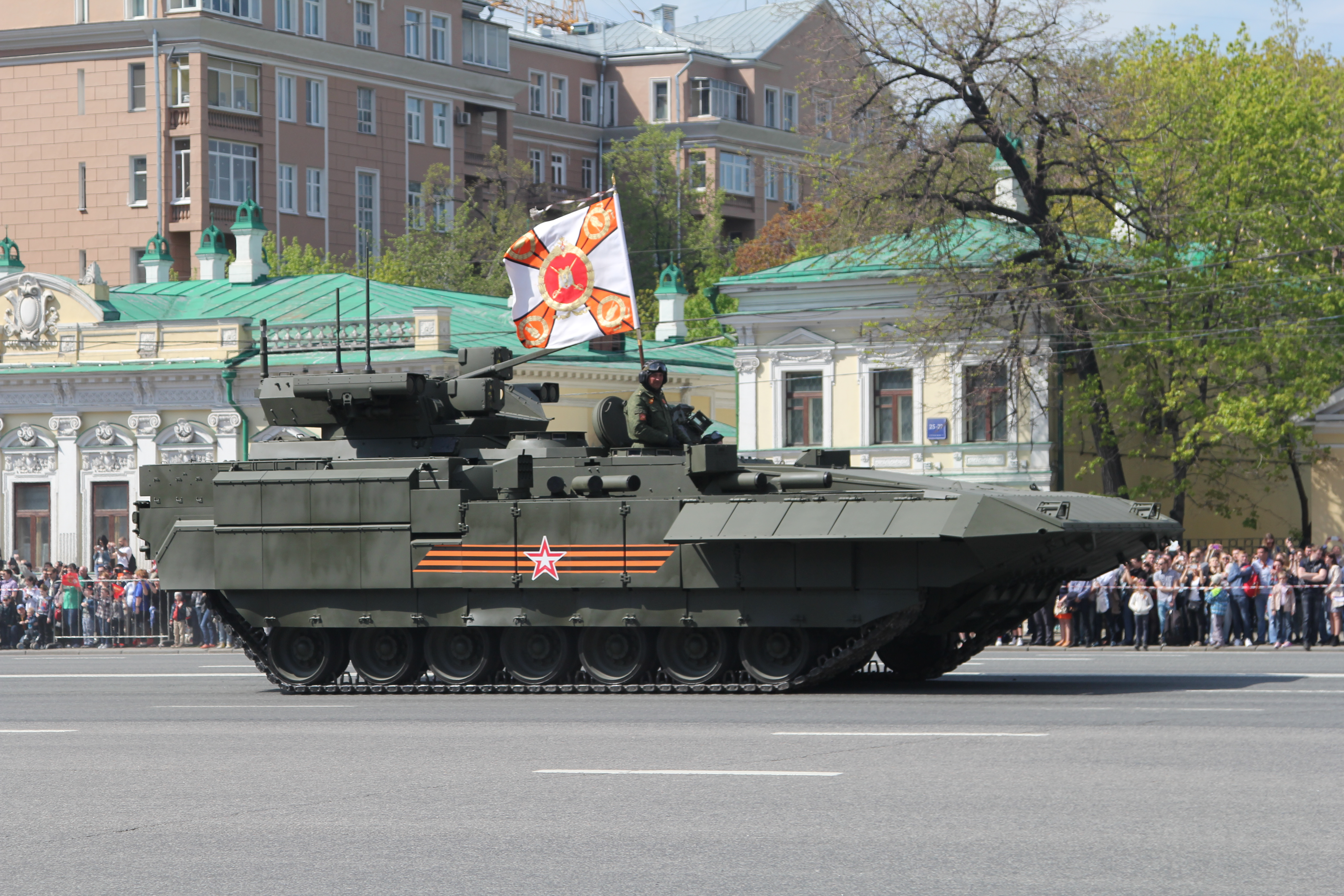
T-15重型步兵战车
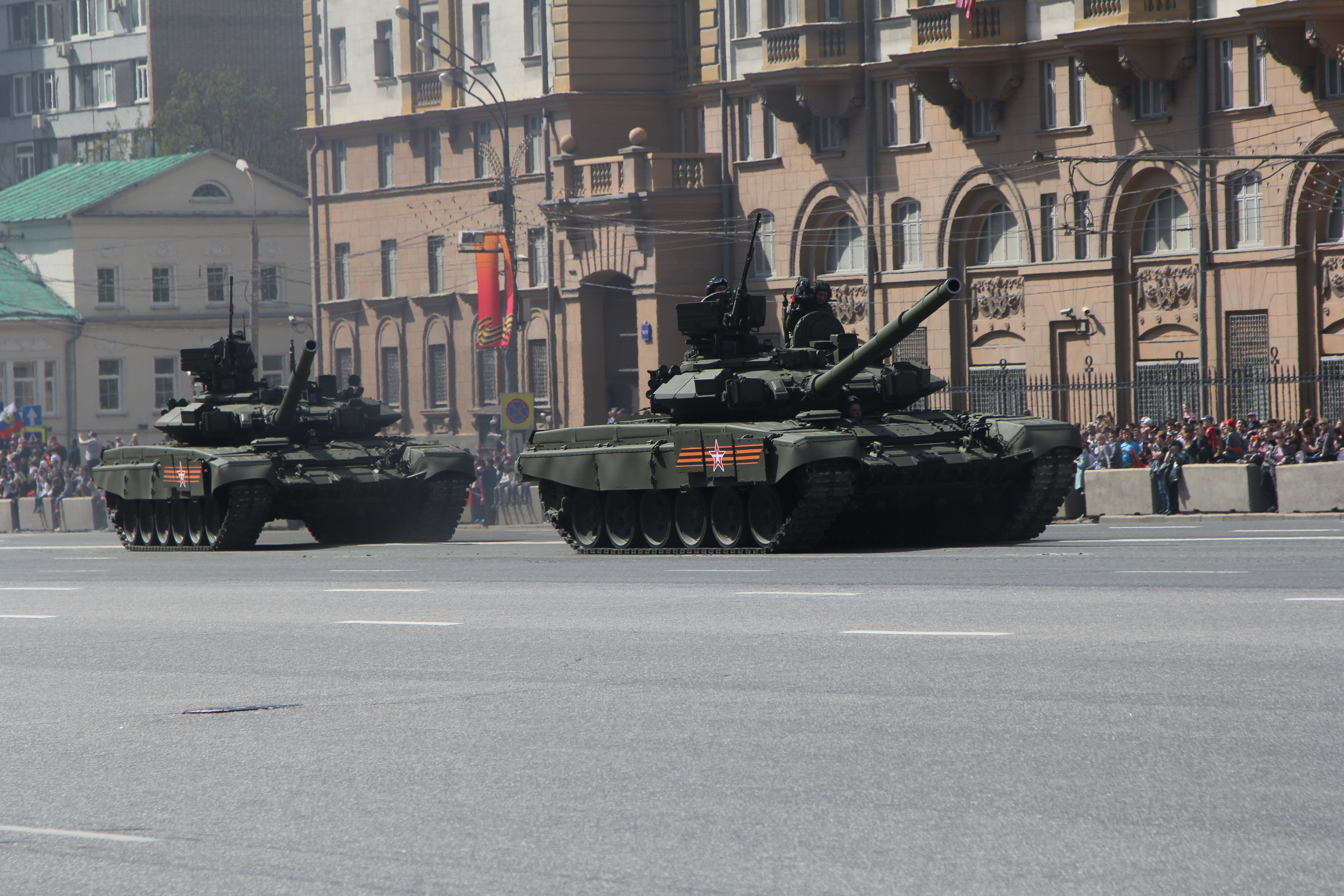
T-90A主战坦克
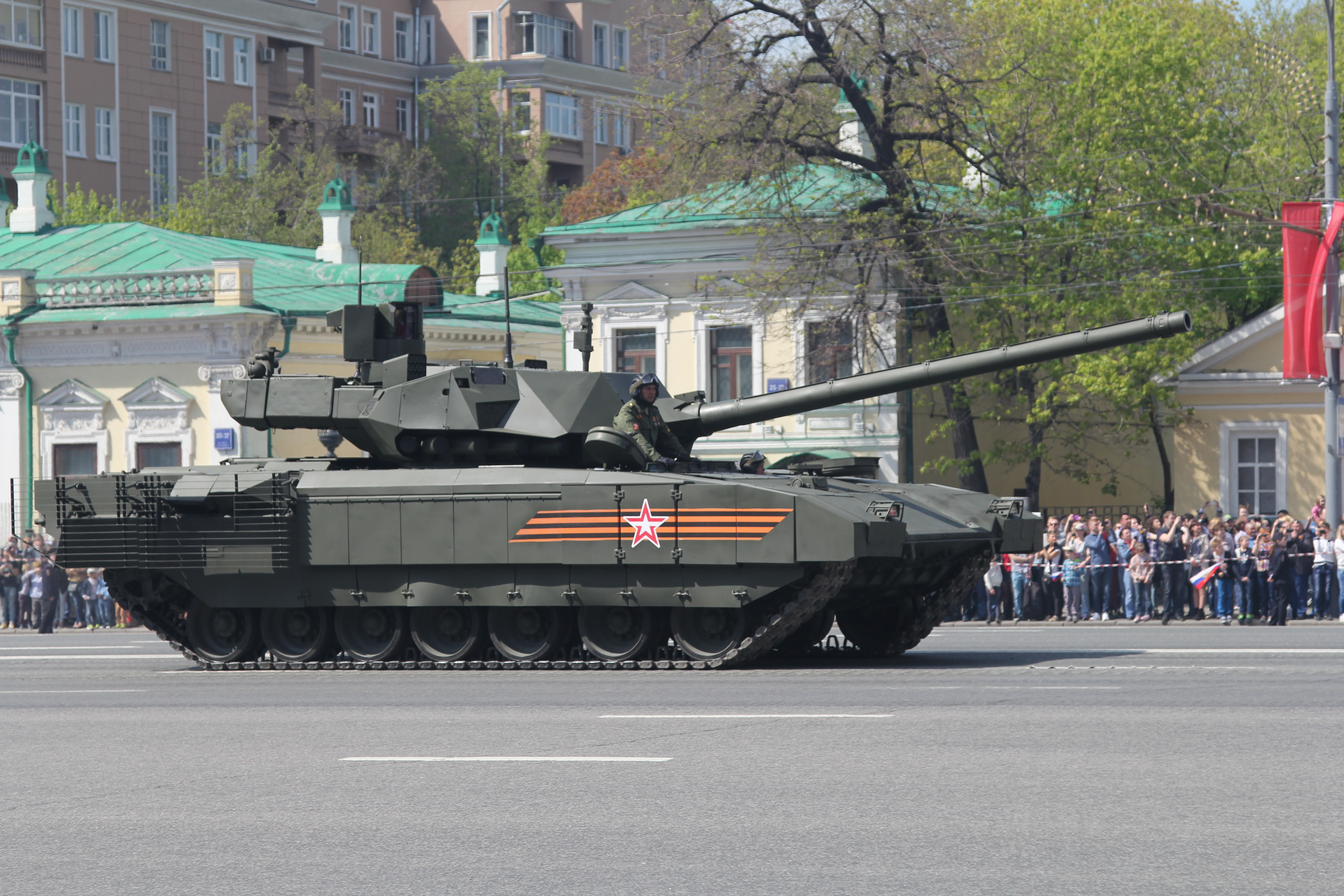
T-14主战坦克
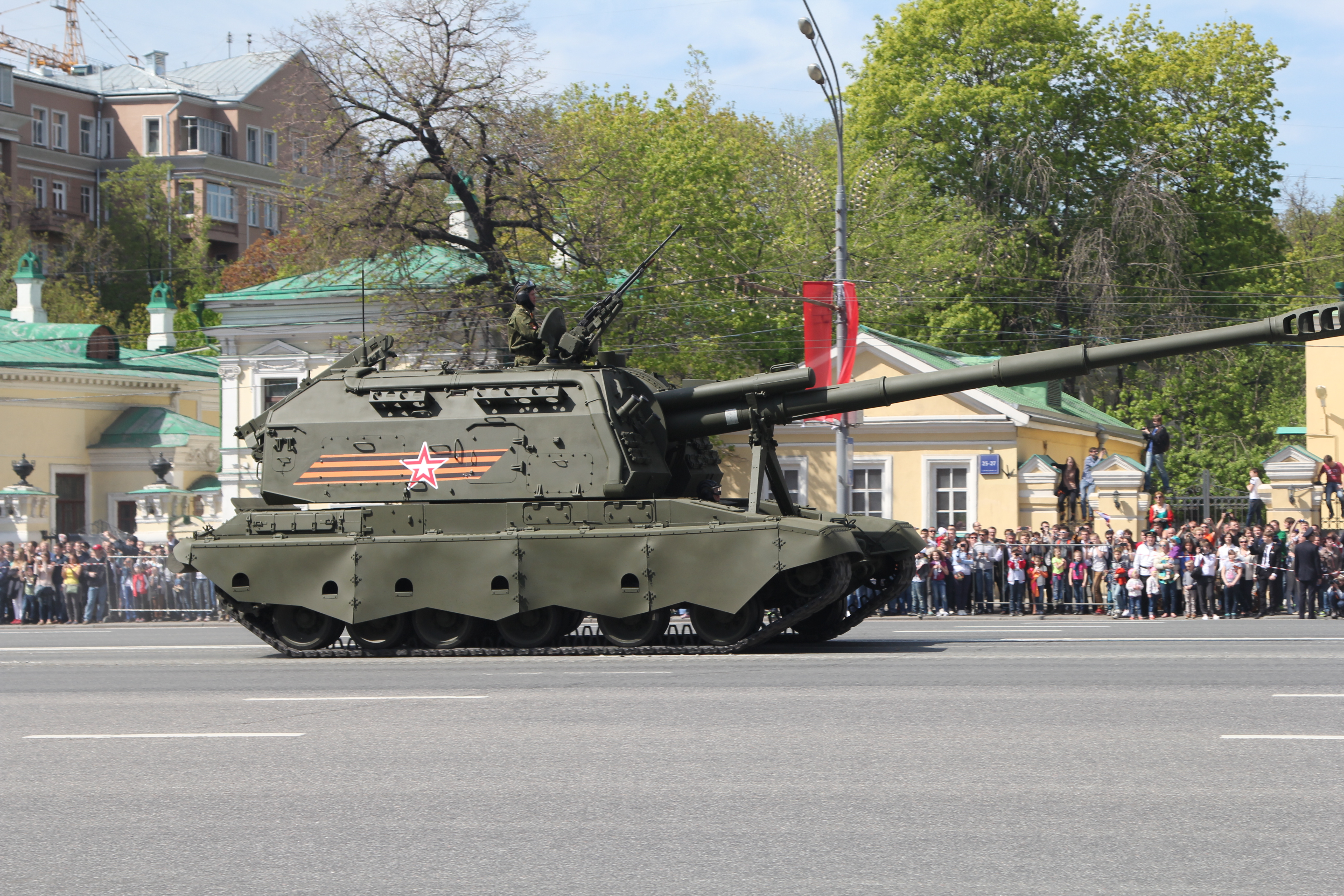
2S19“姆斯塔河”自行加榴炮
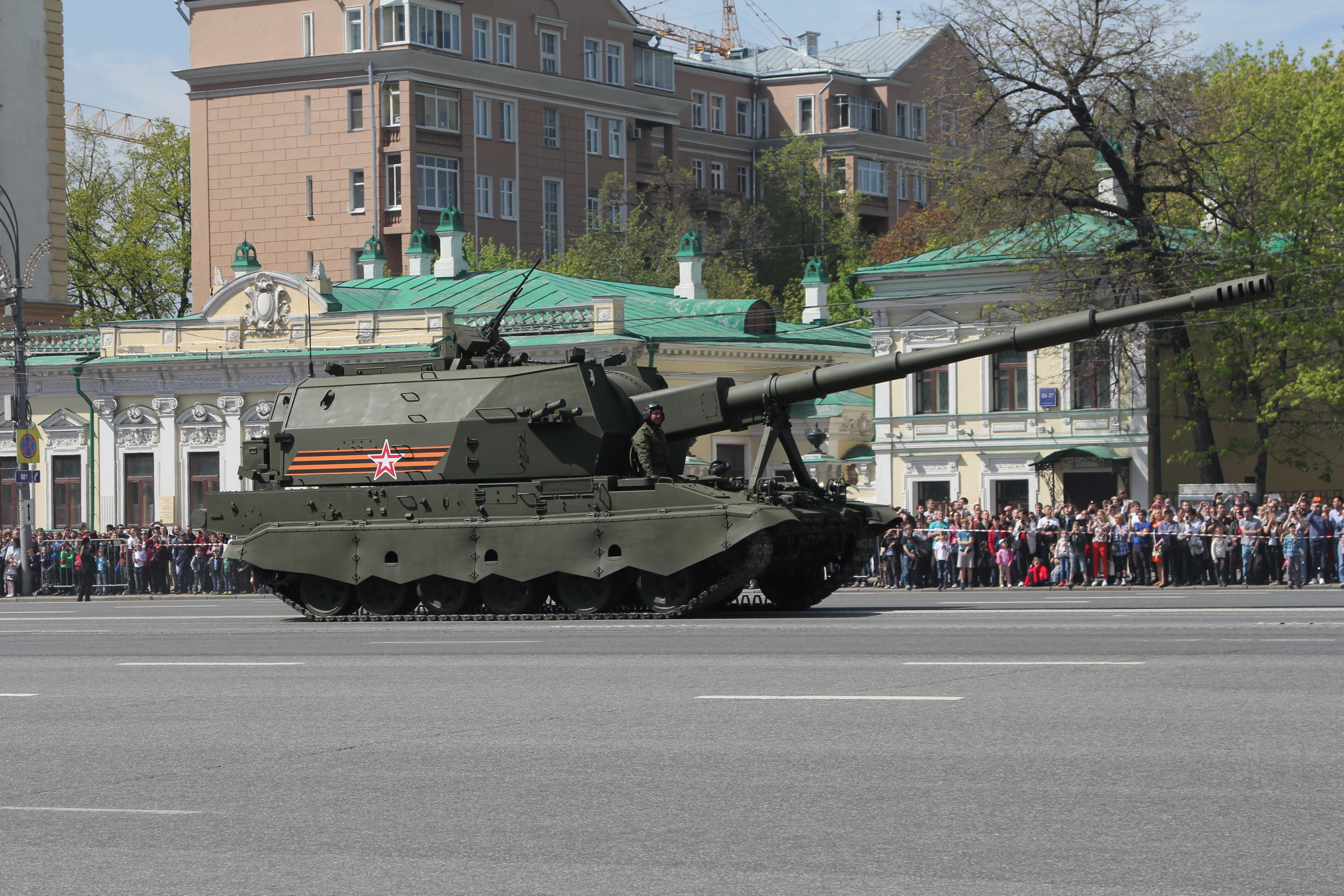
2S35“联盟SV”自行加榴炮
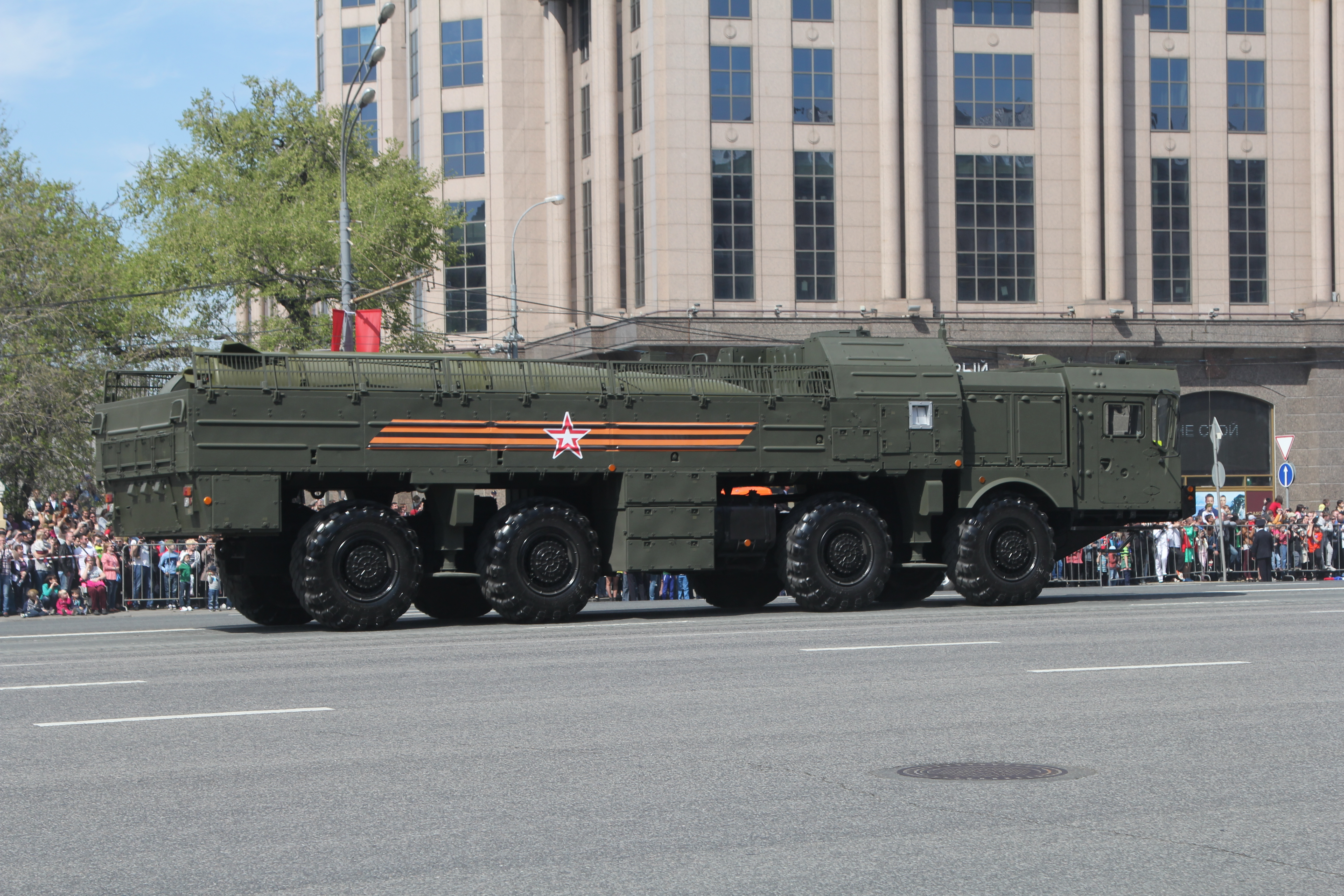
9K720“伊斯坎德尔M”战术弹道导弹
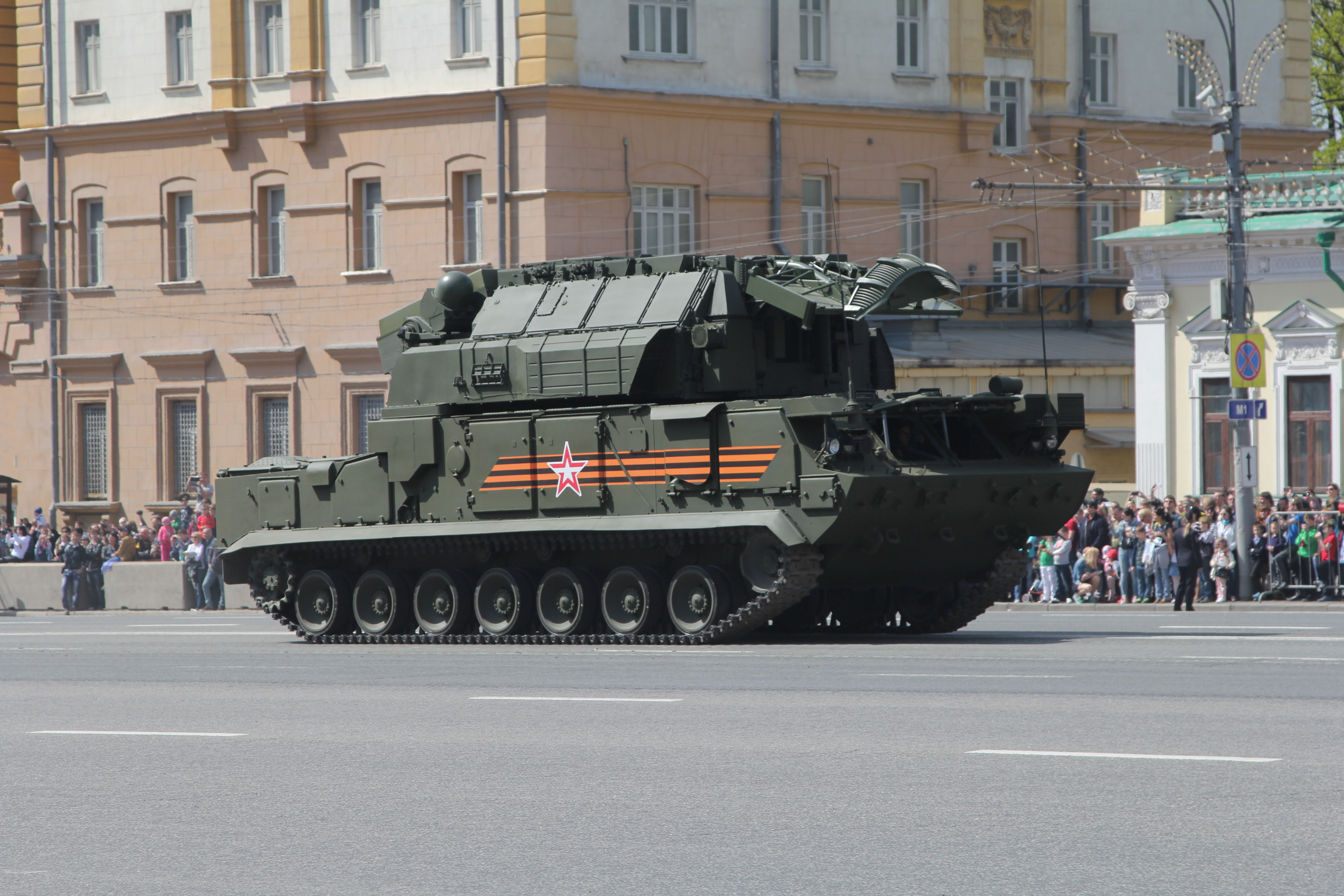
道尔M2防空导弹
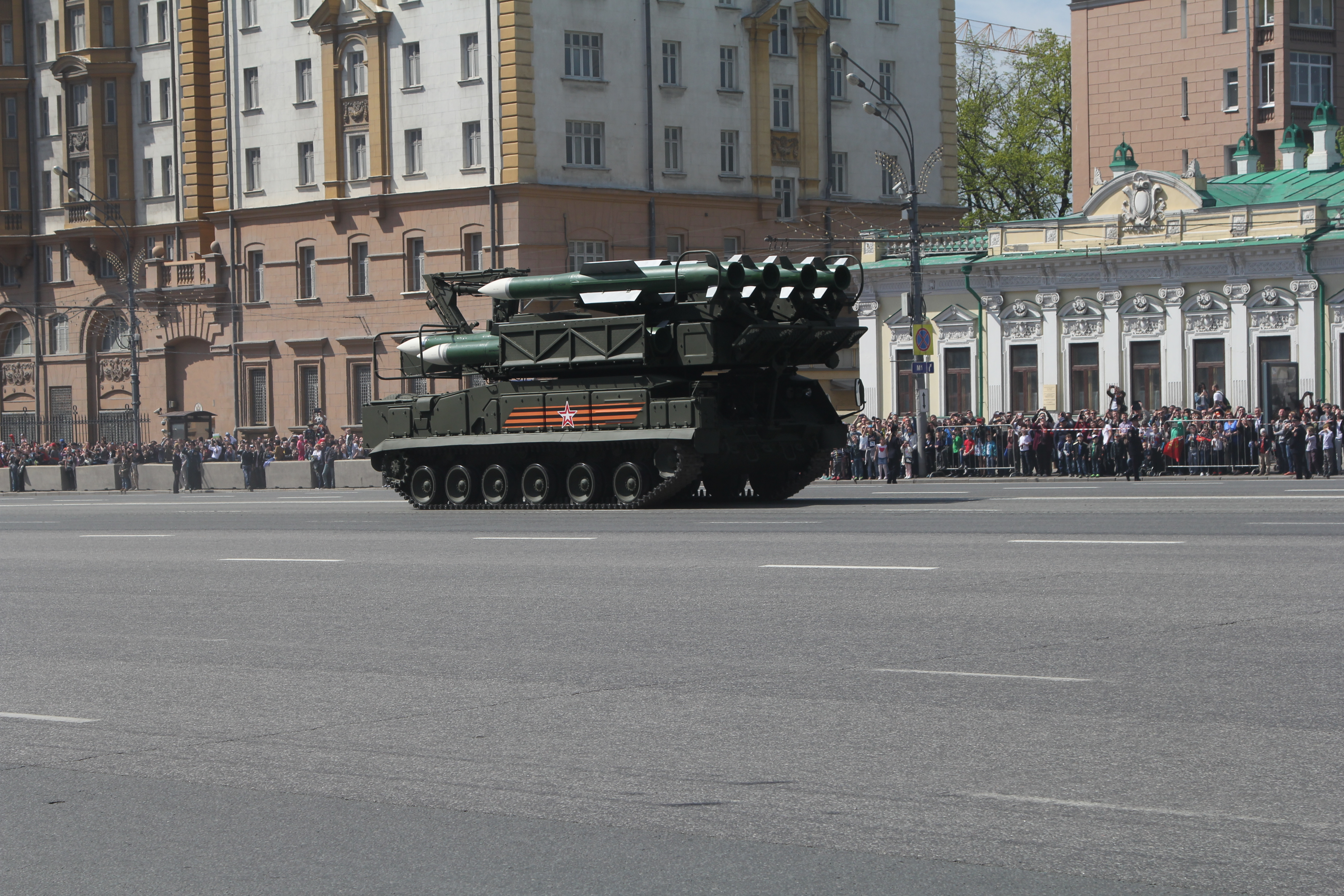
山毛榉M2防空导弹
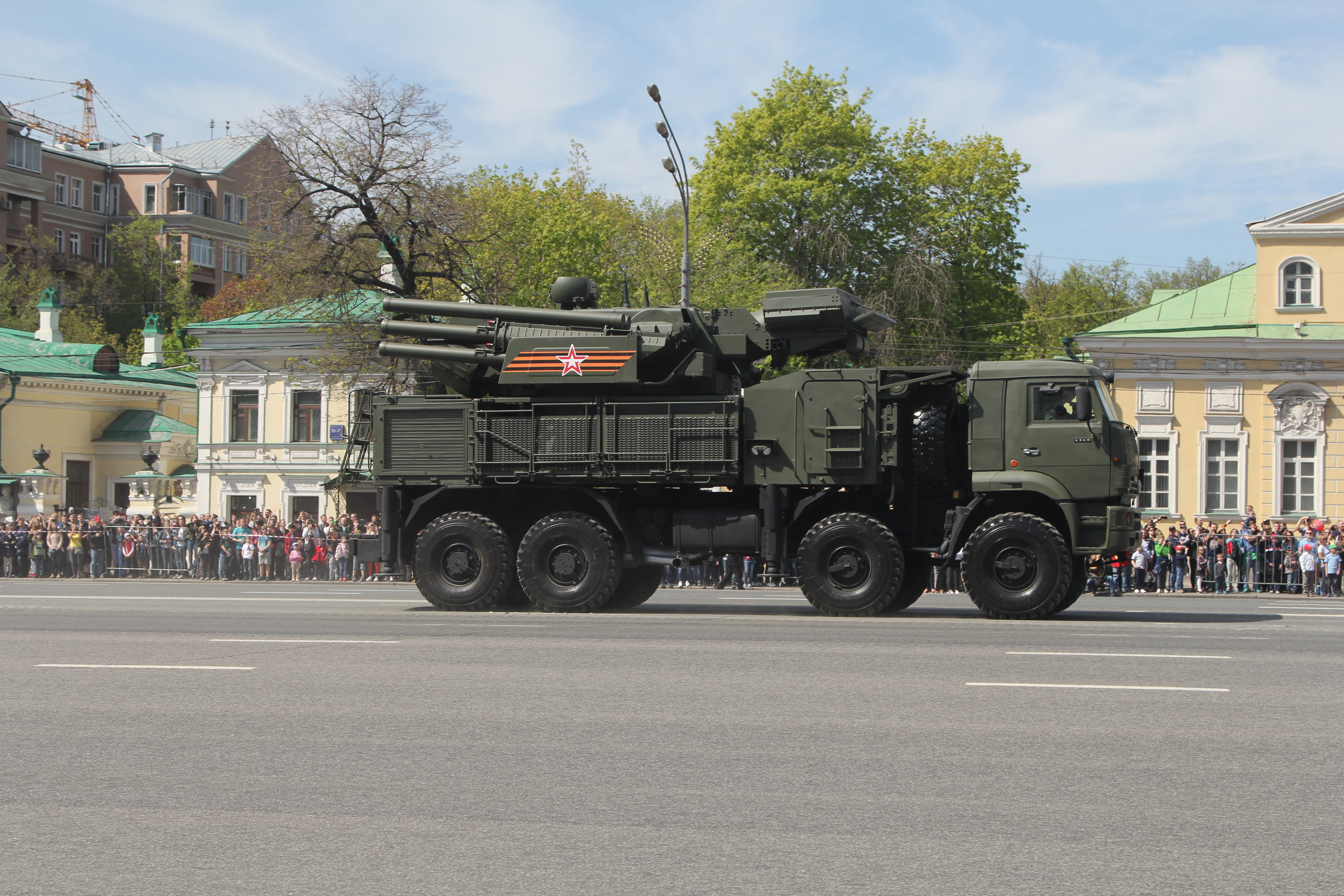
铠甲-S1弹炮合一防空系统
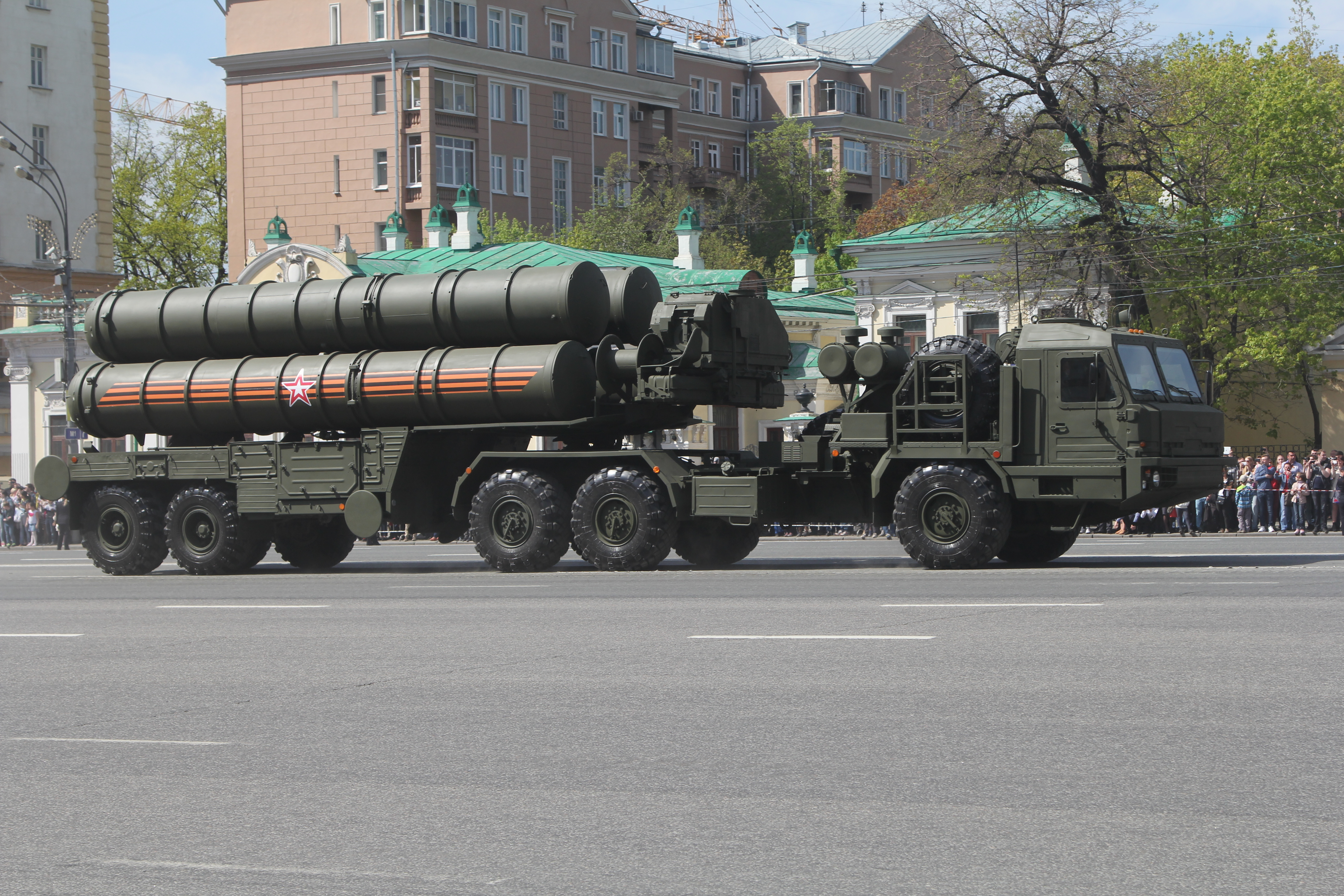
S-400防空导弹
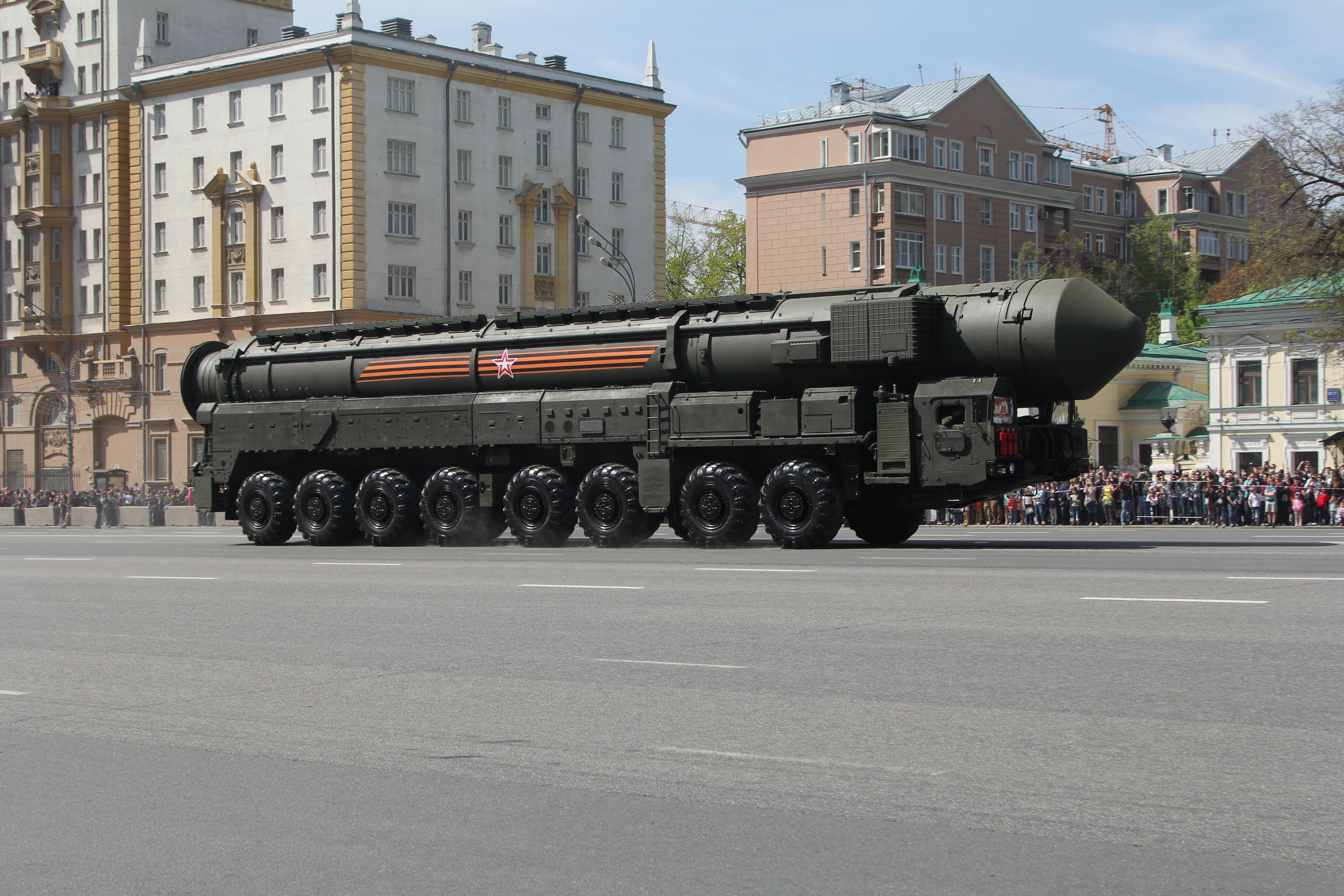
RS-24洲际弹道导弹
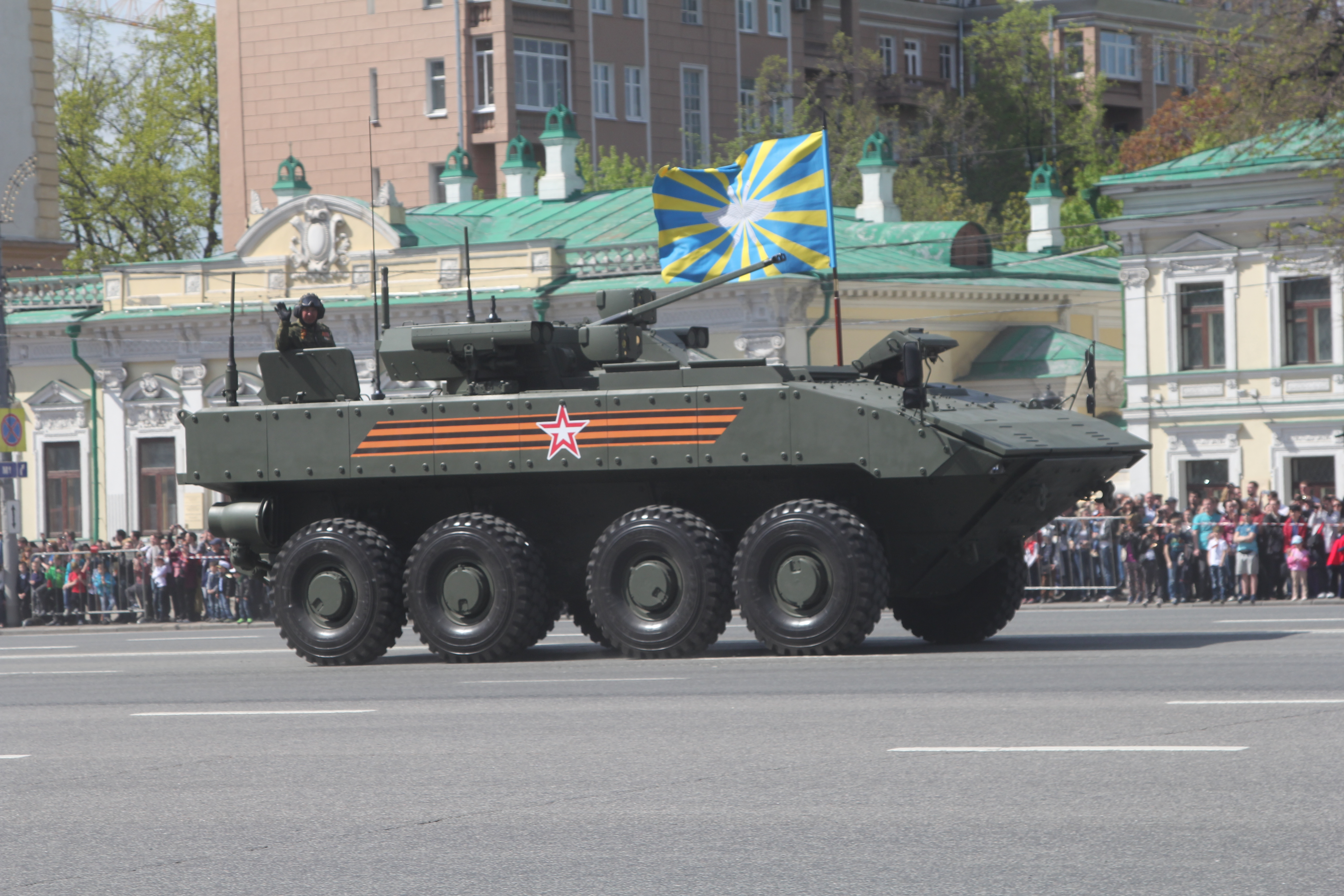
“回旋镖”8X8轮式装甲车

### 空中编队
1. 图-160战略轰炸机1架
2. 米-26重型运输直升机1架
3. 米-8中型运输直升机（拉彩烟，5架）
4. “安萨特-U”直升机5架
5. 米-35武装直升机4架
6. 卡-52武装直升机5架
7. 米-28N武装直升机5架
8. 米-24武装直升机
9. 安-124-100重型运输机1架
10. 伊尔-76大型运输机3架
11. 图-95MS战略轰炸机3架
12. 图-22M3轰炸机3架
13. 伊尔-78大型加油机4架
14. 图-95战略轰炸机1架
15. 苏-34战斗轰炸机14架
16. 苏-24M2战斗轰炸机10架
17. 米格-31BM重型截击机10架

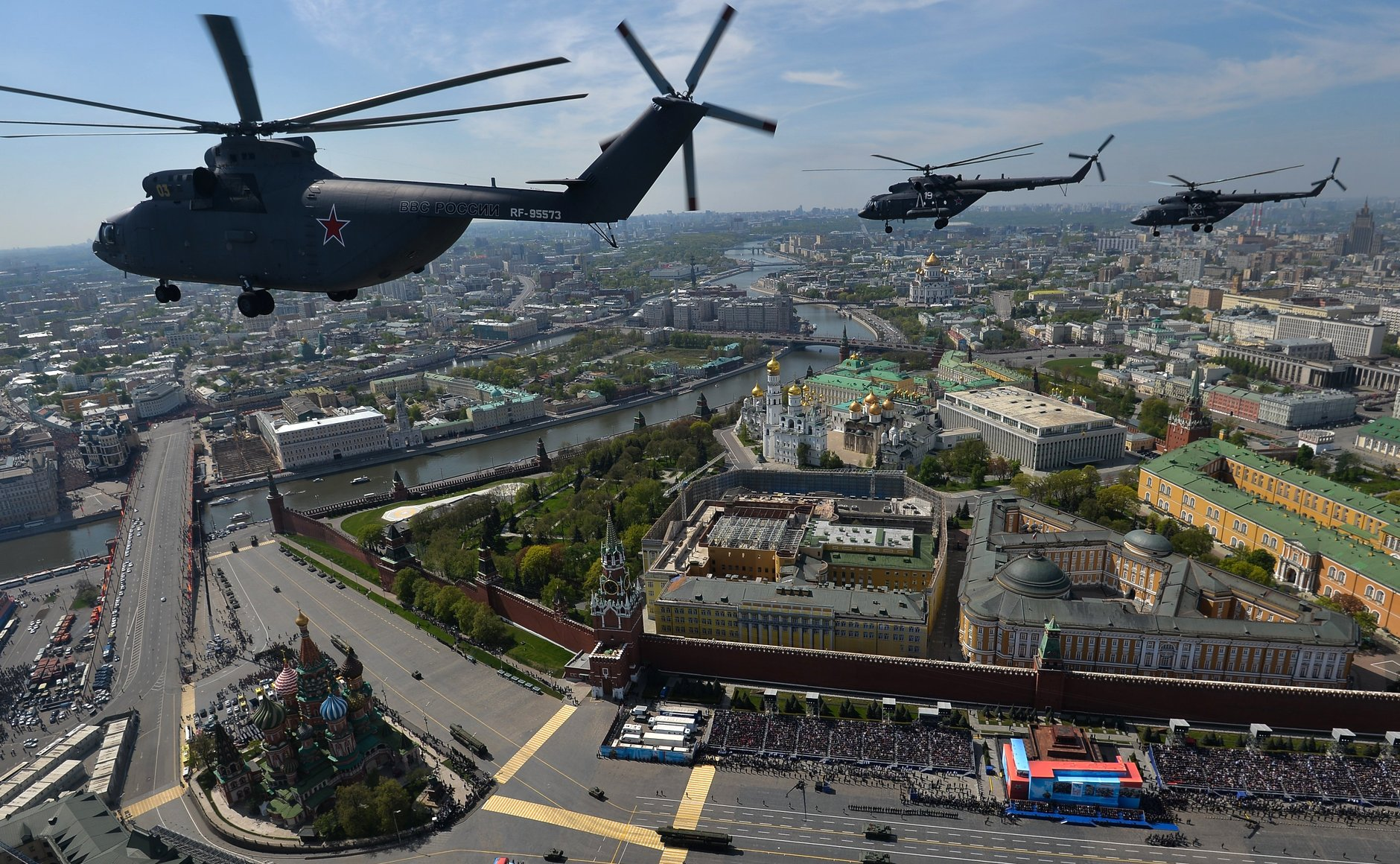
一架米26和两架米17飞越莫斯科红场

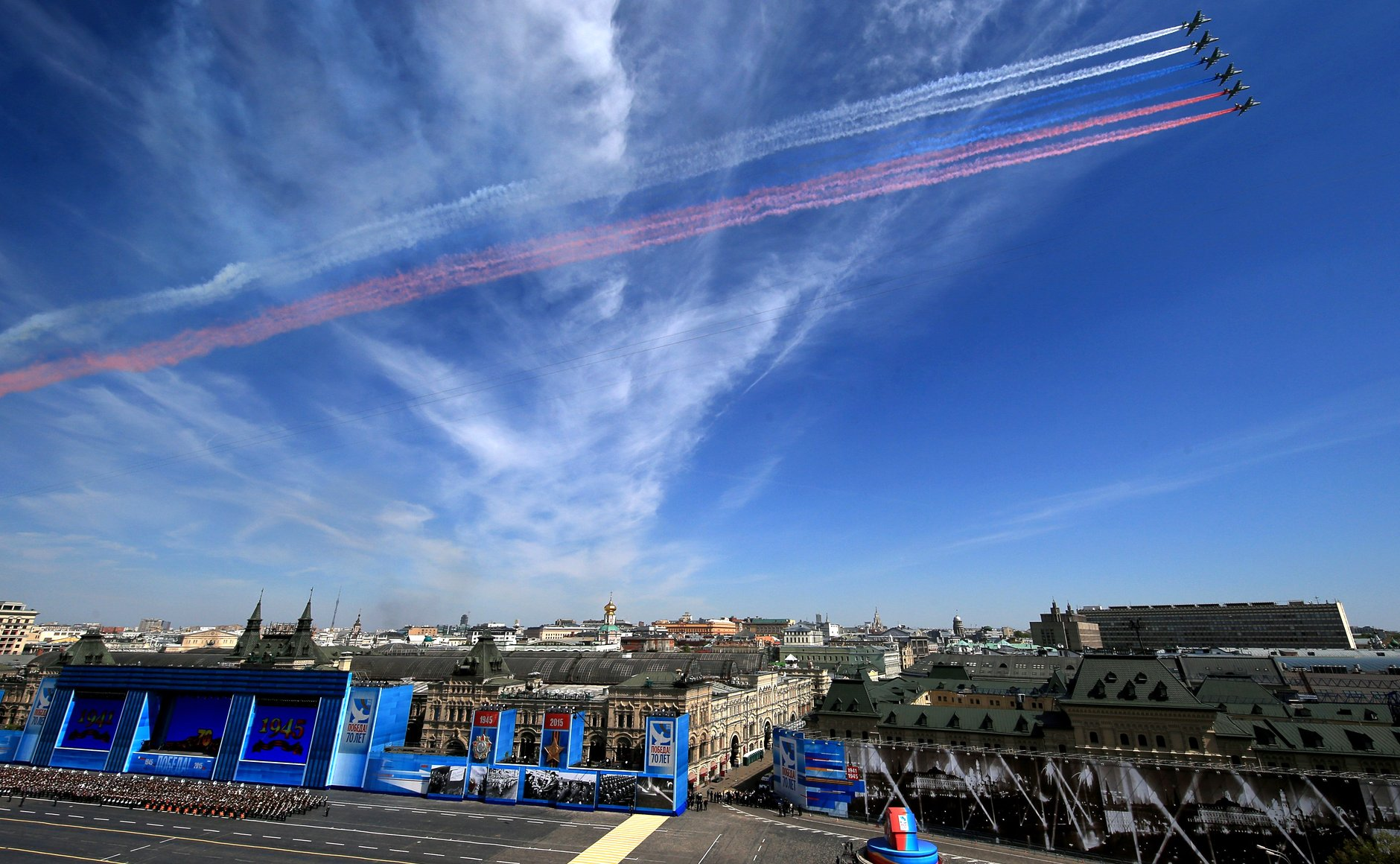
苏-25攻击机喷出俄罗斯国旗图案

18. 苏-30SM/M2战斗机4架（SM型首次出现）
19. 苏-35S战斗机4架（首次出现）
20. 米格-29SMT战斗机18架
21. 苏-25攻击机13架
22. 苏-27SM3战斗机9架（首次出现）
23. A-50空中预警机
24. 安托諾夫An-22重型运输机
25. 塔夫里达之翼表演队的雅克130高级教练/攻击机6架（首次出现）[a]
26. “俄罗斯勇士”表演队的苏27和“雨燕”表演队的米格29组成混合编队[43]

## 阅兵式上的军乐曲目
此次红场阅兵的军乐曲目，以卫国战争相关的作品和现代作品为主。
- 《神圣的战争》
- 《庄严凯旋进行曲》
- 《普列奥布拉仁斯基进行曲》
- 《红军军校迎旗进行曲》
- 《出战斗旗迎旗进行曲》
- 《近卫海军进行曲》
- 《迎旗进行曲》
- 《光荣颂》
- 《莫斯科的号角》
- 《俄羅斯聯邦國歌》

分列式：
- 《胜利者的凯旋》
- 《斯拉夫女人的告别》
- 《在无名高地上》
- 《哥萨克在柏林》
- 《莫斯科郊外的晚上》
- 《青色的头巾》
- 《喀秋莎》
- 《五月的莫斯科》
- 《阅兵场》
- 《去保卫和平》
- 《飞得更高》
- 《因为我们是飞行员》
- 《传奇的塞瓦斯托波尔（俄语：Гимн Севастополя）》
- 《军舰是一个大家庭》
- 《炮兵进行曲》
- 《航天进行曲》
- 《我们一心只想胜利》
- 《最后一战》
- 《为了俄罗斯》
- 《歌唱动荡的青春》
- 《昔日英雄》
- 《士兵叙事歌》
- 《出发》
- 《常胜之军》

地面装备：
- 《三个坦克兵》
- 《喀秋莎》
- 《传奇的塞瓦斯托波尔（俄语：Гимн Севастополя）》
- 《苏军之歌》
- 《坦克兵进行曲》
- 《英雄》
- 《胜利》
- 《炮兵之歌》
- 《万岁，我们强大的祖国》

空中装备：
- 《飞得更高》
- 《因为我们是飞行员》
- 结尾：
- 《我们是人民的军队》（合唱）
- 《胜利日》

## 外部連結
- 官方網站（页面存档备份，存于）（俄文）
- 2015年胜利日俄罗斯阅兵活动地图（页面存档备份，存于）
- 俄罗斯卫国战争胜利70周年红场阅兵 完整视频（页面存档备份，存于）
- YouTube上的现场直播：莫斯科举行伟大的卫国战争70周年胜利日阅兵